# Ẩm thực Bosna và Hercegovina

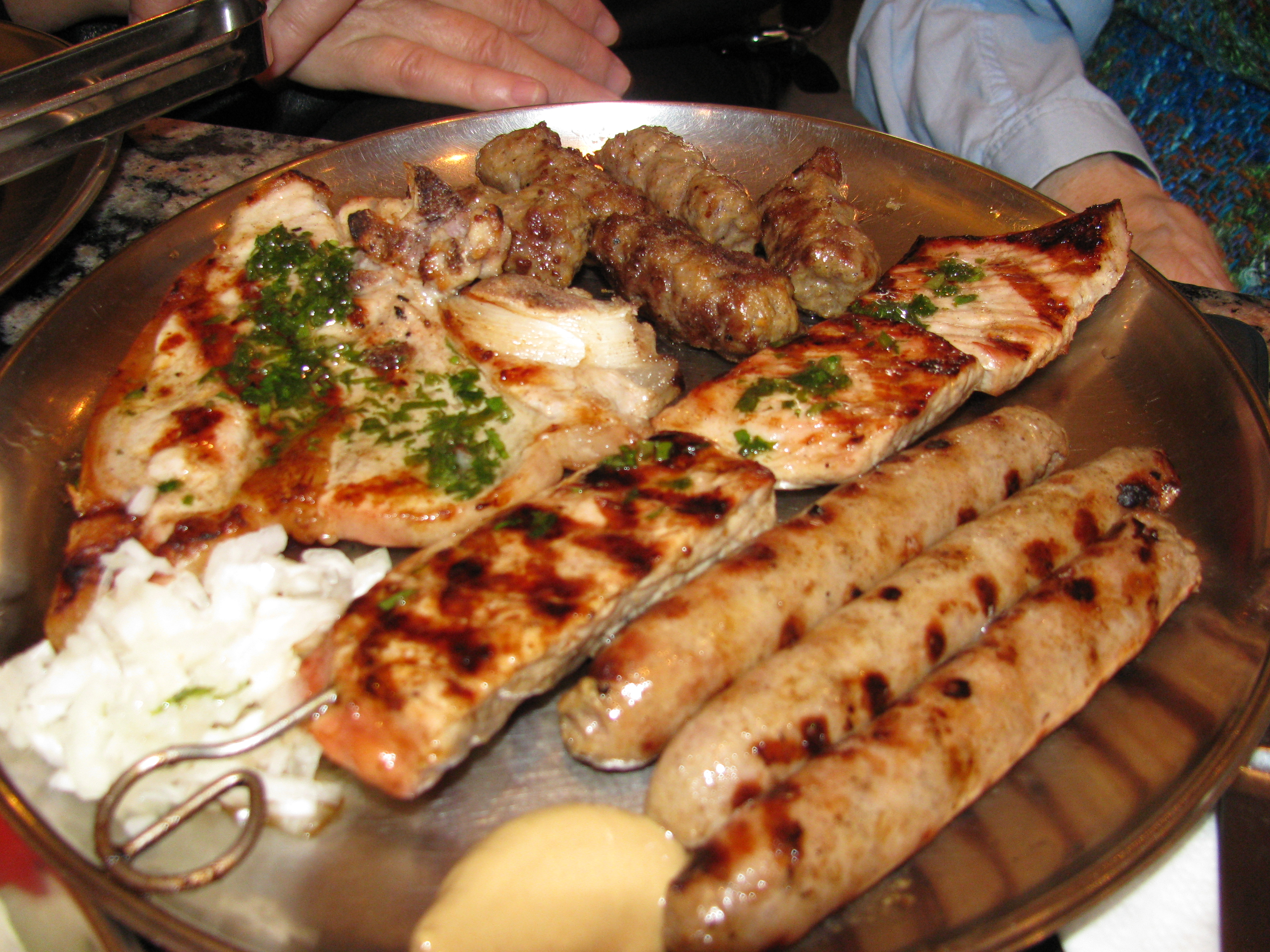
Đĩa thịt của Bosna và Hercegovina

Ẩm thực Bosna và Hercegovina có liên kết chặt chẽ với ẩm thực cựu quốc gia Nam Tư, đặc biệt là Serbia và Croatia.

## Các món thịt
- Ćevapi – kabab Bosna
- Pljeskavica - một món chả

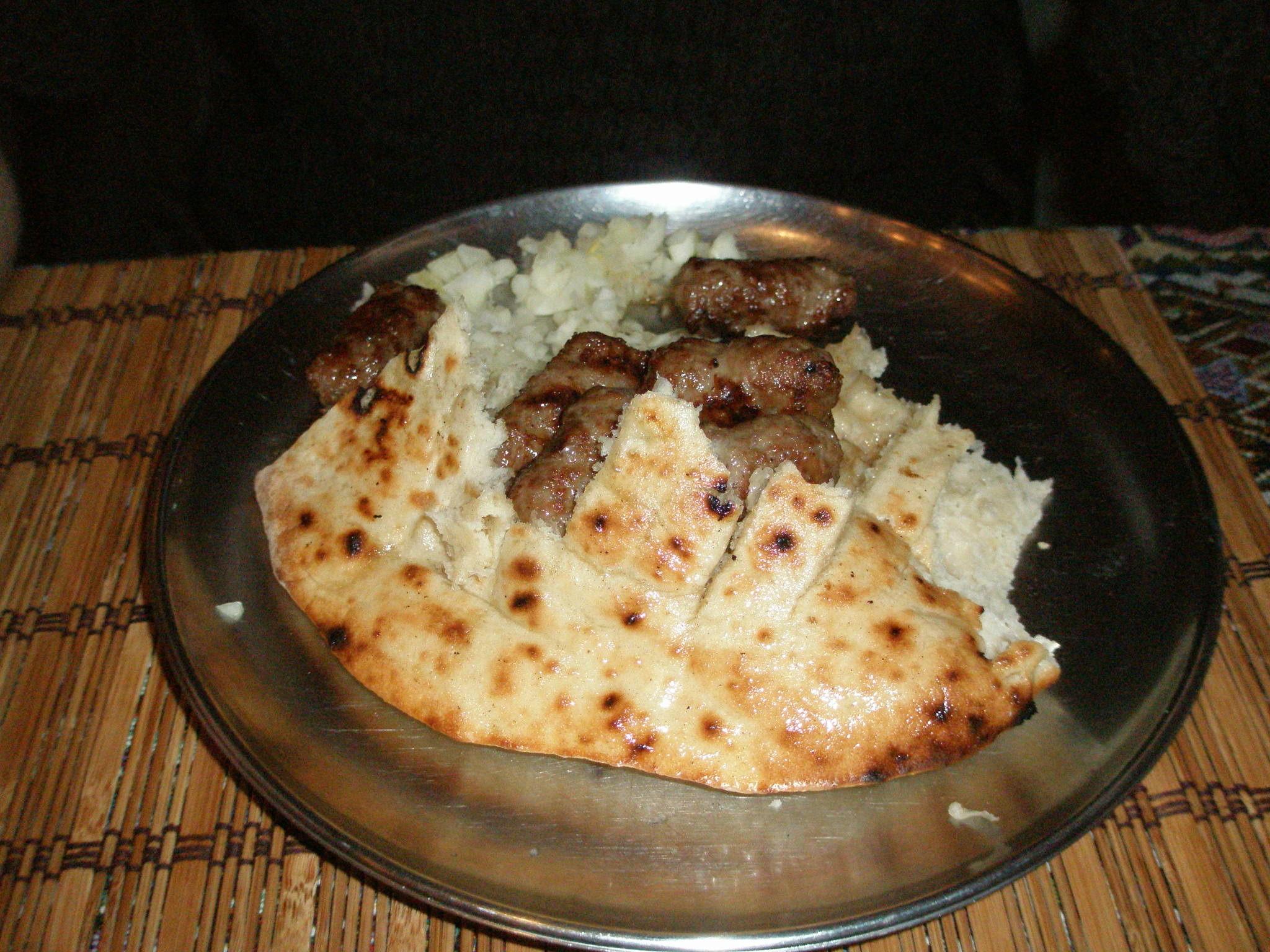
Ćevapi của Bosna với hành tây trong somun

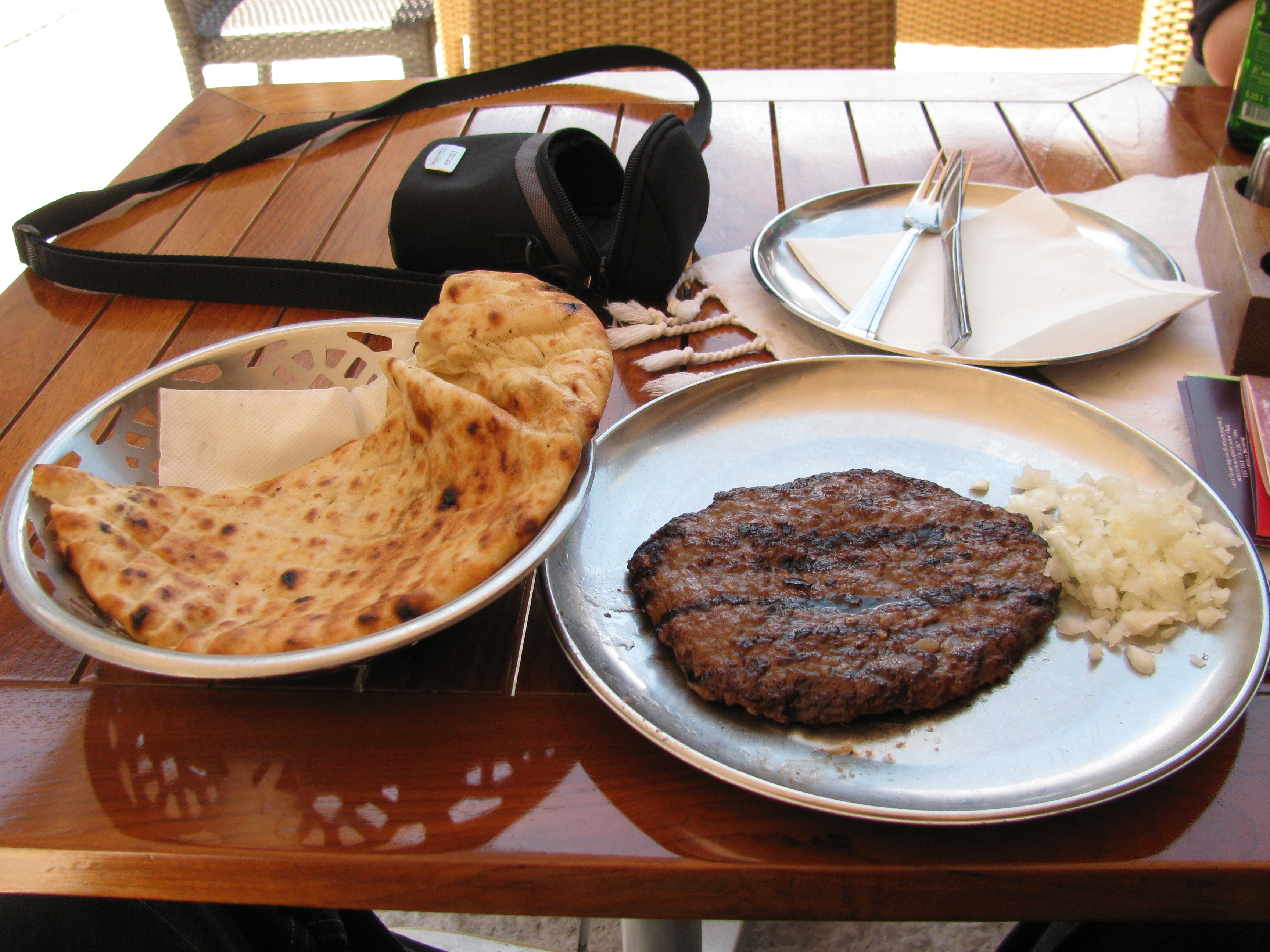
Pljeskavica và bánh mì somun

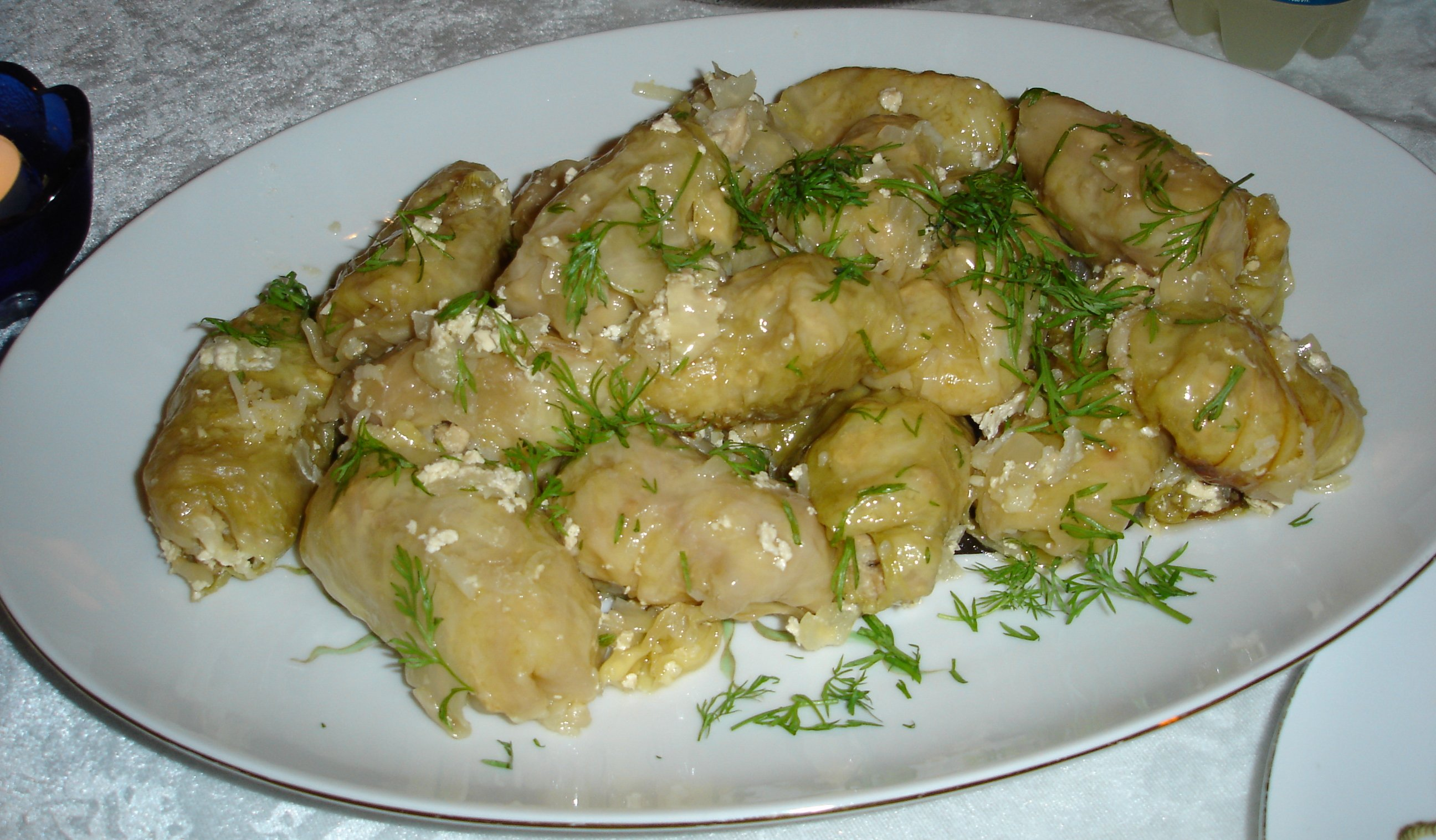
Sarma

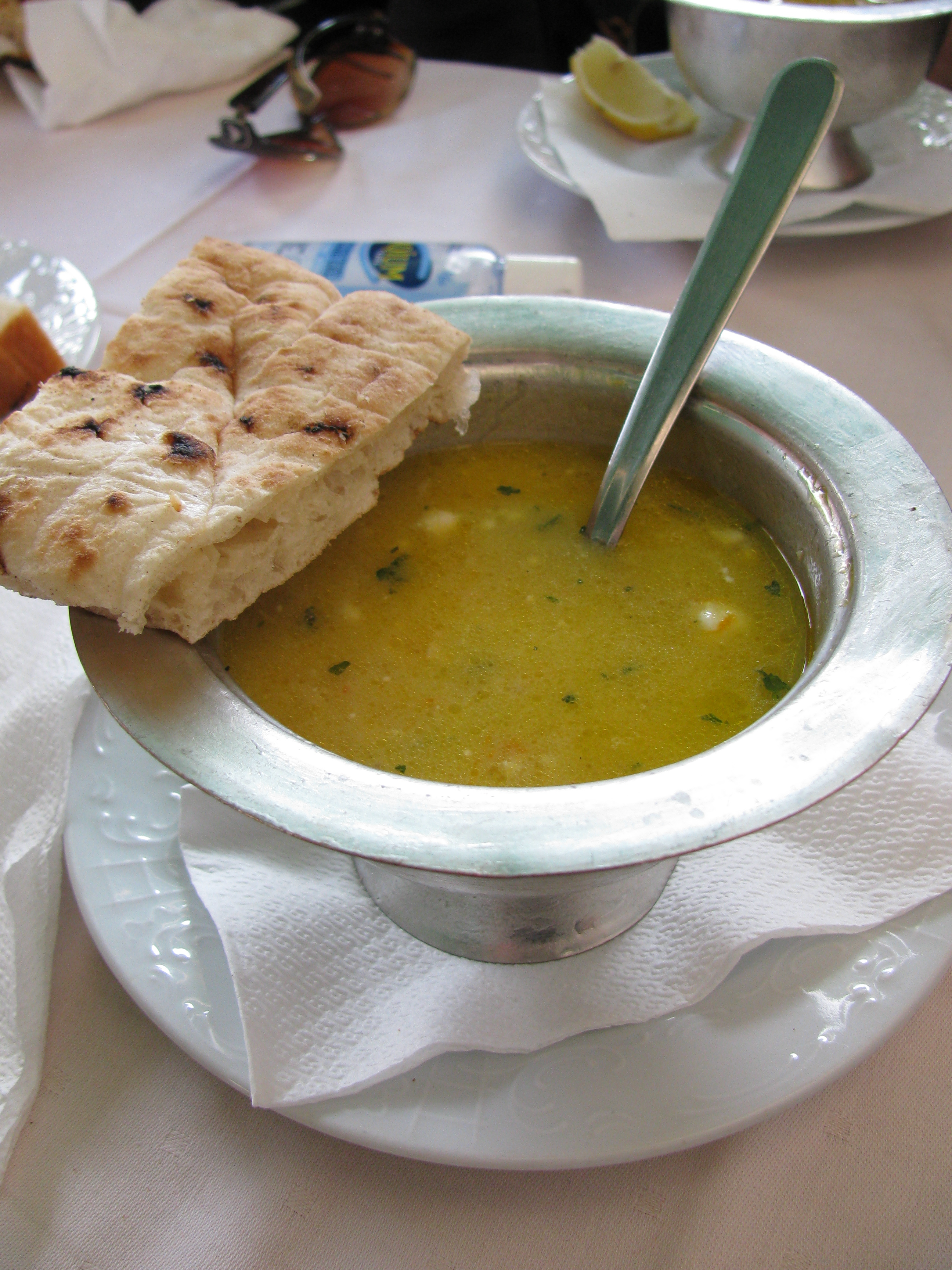
Begova Čorba và bánh mì lepina.

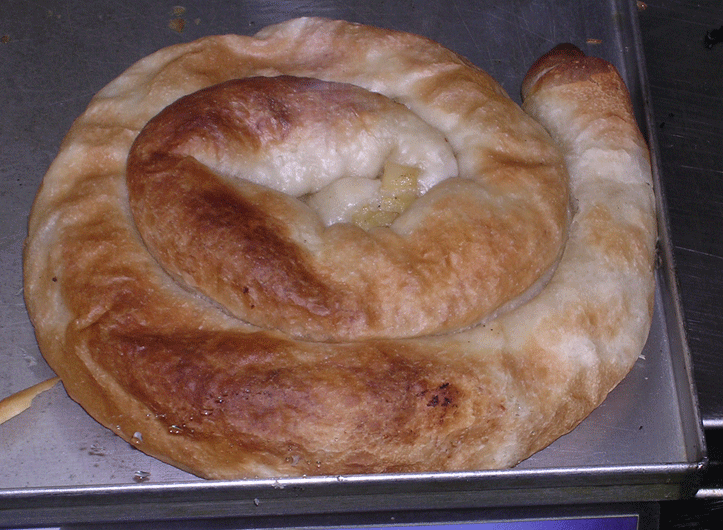
Burek kiểu Bosna

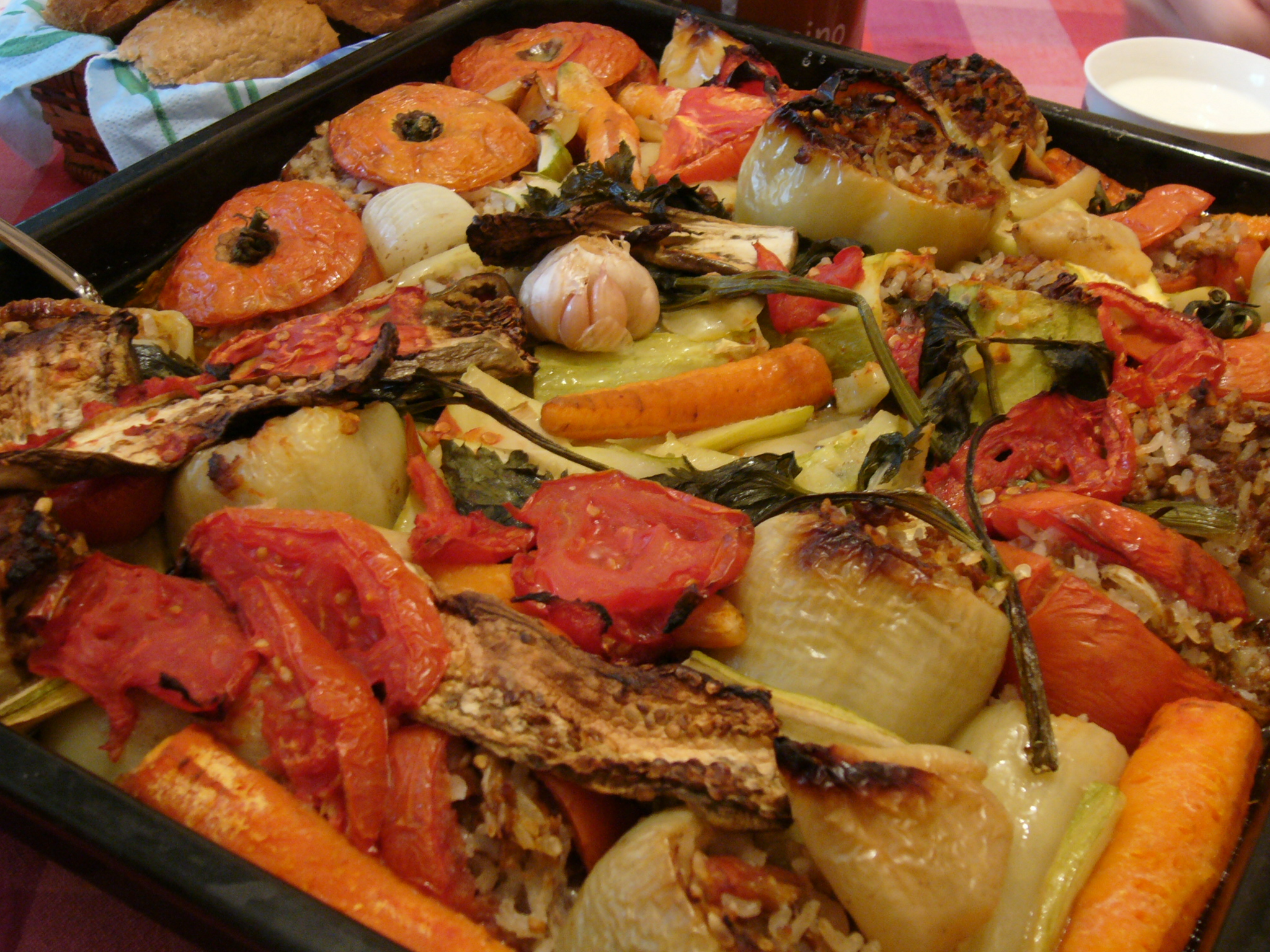
Punjene paprike

- Begova Čorba (Món hầm của Bey) – súp phổ biến của Bosna (chorba) làm từ thịt và rau
- Filovane paprike hoặc punjena paprika – ớt chuông nhồi thịt chiên
- Sogan-dolma – hành tây nhồi thịt băm
- Popara – bánh mì nhúng sữa sôi hoặc nước và phết với kajmak
- Ćufte – thịt viên
- Thịt dưới sač (meso ispod sača) – một cách nấu thịt cừu, bê và dê truyền thống
- Pilav (pilaf)
- Burek
- Sarma – cơm và thịt cuốn trong lá bắp cải muối
- Raštika - cơm và thịt cuốn trong lá cải xoăn
- Grah – đậu hầm thịt truyền thống
- Japrak – lá nho nhồi thịt và cơm
- Musaka – món nướng làm từ nhiều tầng khoai tây (hoặc bắp cải và cà tím) và thịt bò băm
- Bosanski Lonac – thịt hầm nấu trên lửa
- Tarhana - súp điển hình của Bosna với pasta nhà làm
- Sudžuk - (Sujuk) – xúc xích bò cay
- Suho meso – thịt sấy giống bresaola của Ý
- Dolma - lá nho nhồi cơm

## Các món rau
- Đuveč – rau hầm, giống món ghiveci của Romania và gjuvec Bulgaria
- Grašak – đậu Hà Lan hầm
- Kačamak – một món truyền thống của Bosna và Hercegovina làm từ bột ngô và khoai tây
- Kljukuša – khoai tây nạo trộn với bột mì và nước rồi nước lò; một món truyền thống của vùng Bosanska Krajina
- Sataraš – một món làm từ ớt chuông, cà tím, hành tây và cà chua
- Turšija – rau muối
- Buranija - đậu đũa hầm
- Bamija

## Món tráng miệng

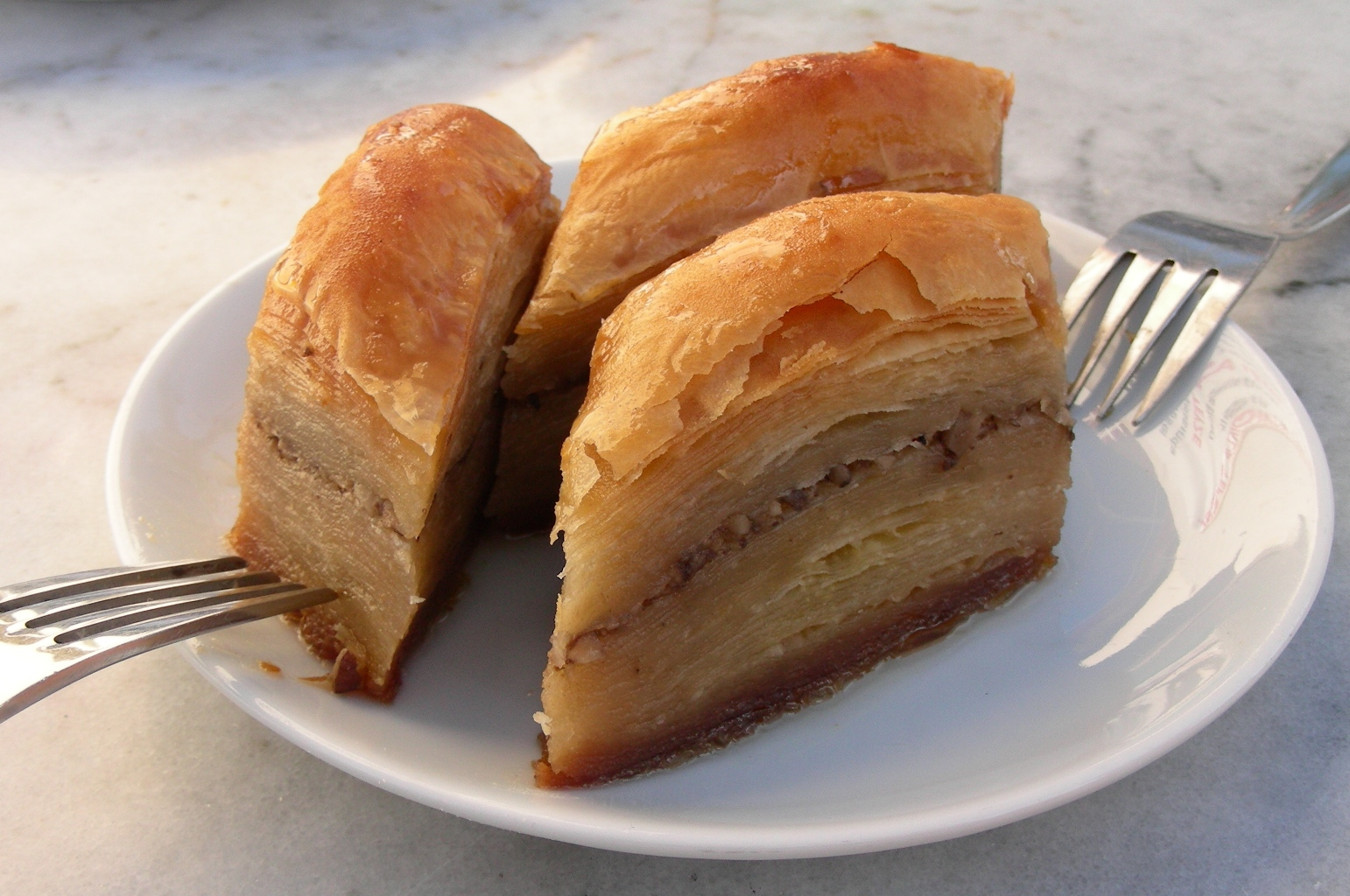
Baklava

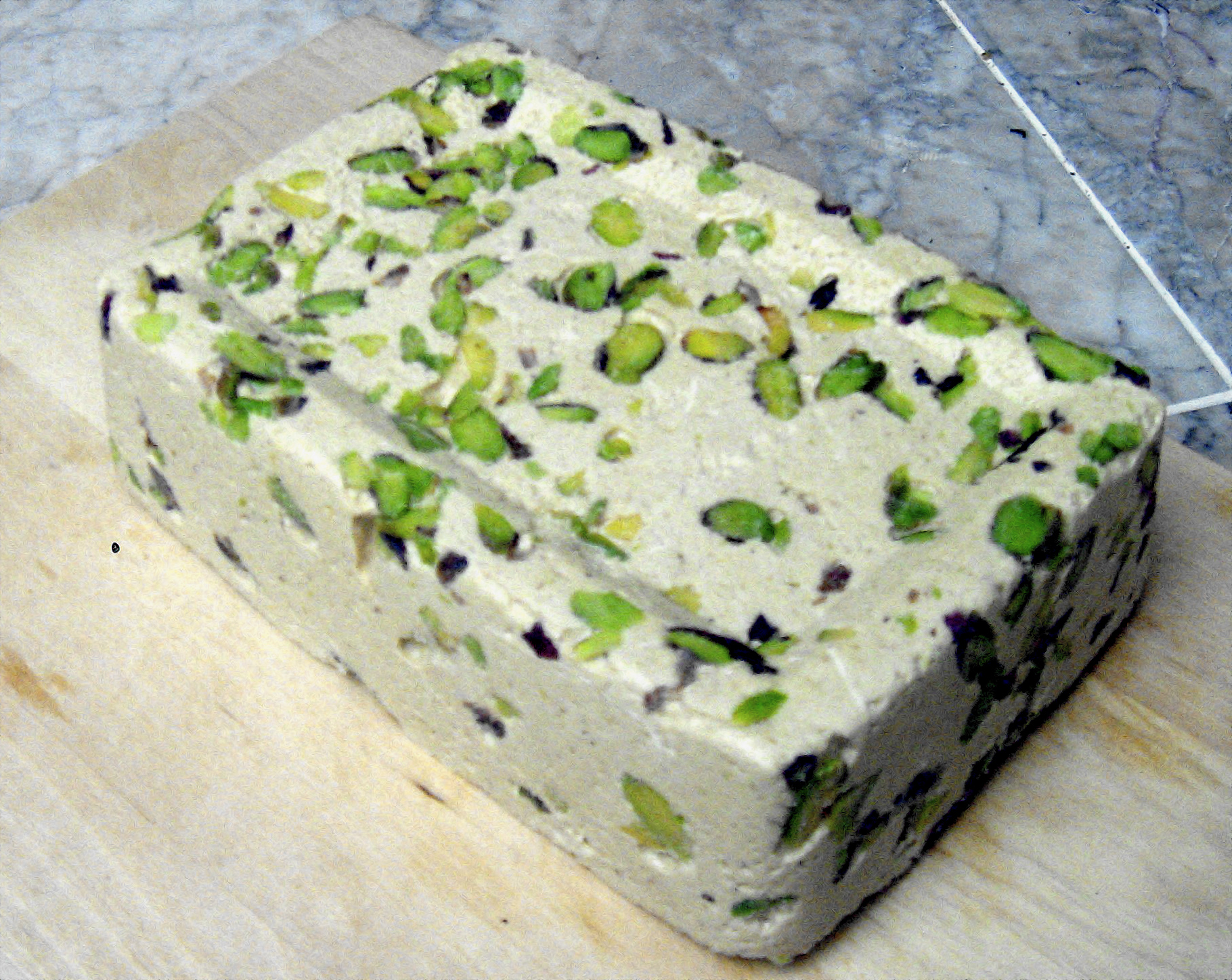
Halva Tahini kiểu Bosna và Hercegovina với hạt dẻ cười

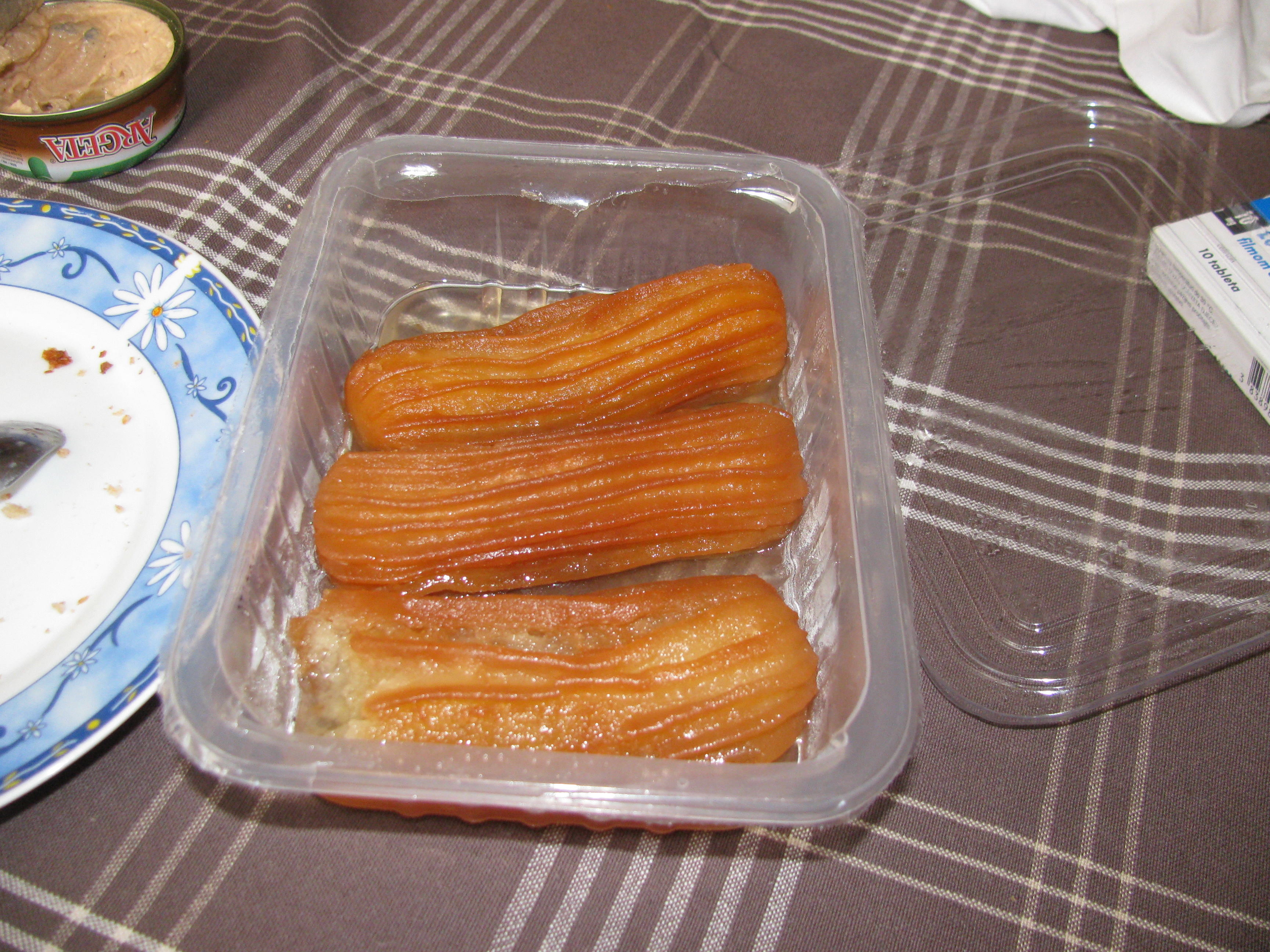
Tulumba kiểu Bosna

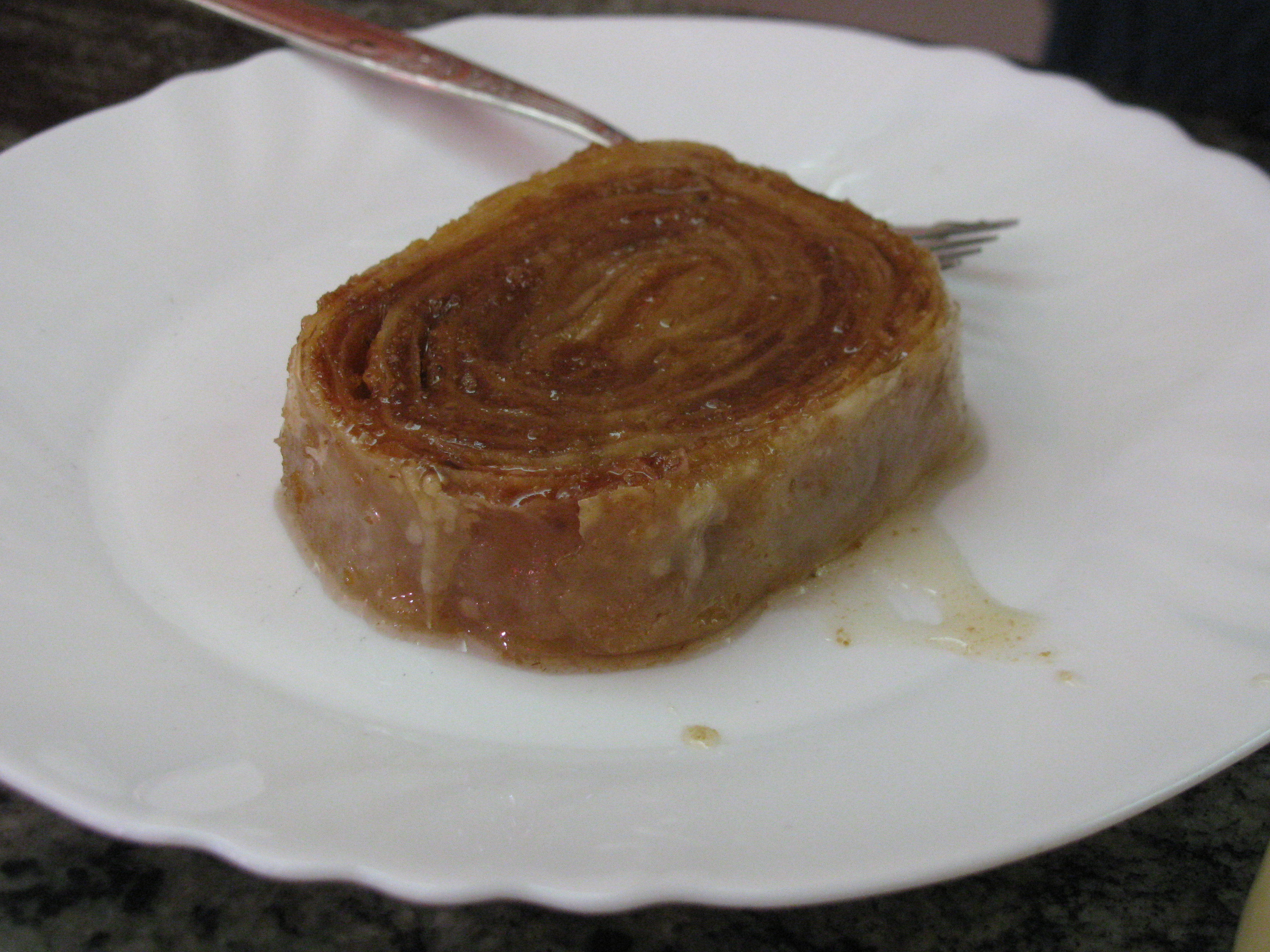
Món tráng miệng Ružica

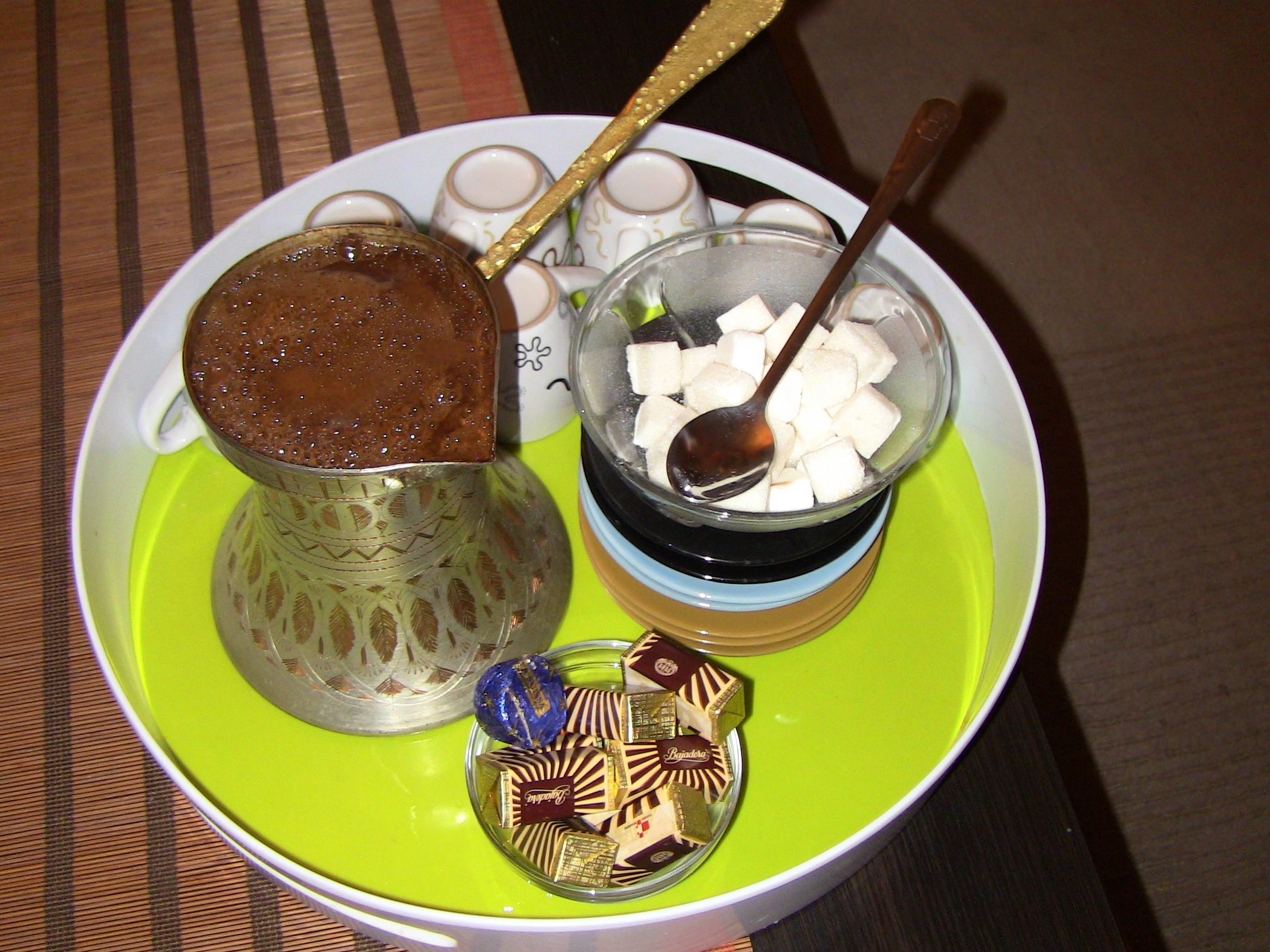
Cà phê Bosna và Bajadera của Croatia

- Baklava – bánh nướng với nhân hạt, nhúng trong xi rô hoặc mật ong
- Gurabija
- Halva
- Bombica
- Hurmašica – bánh hình chà là ngâm trong xi rô ngọt
- Jabukovača – bánh làm từ bột nhào filo nhồi với táo
- Kadaif
- Kompot – một loại đồ uống lạnh ngọt làm từ hoa quả nấu
- Krofna - doughnut ngồi
- Krempita
- Oblatna
- Orašnica
- Palačinka (bánh kếp)
- Pekmez
- Rahatlokum (Turkish Delight)
- Ružica – giống như baklava, nhưng nướng trong cuốn nhỏ với nho khô[1]
- Ruske Kape
- Šampita - một món tráng miệng kiểu marshmallow đánh có vỏ bột nhào fillo
- Slatko (làm từ các loại quả khác nhau)
- Sutlijaš (pudding gạo)
- Tufahija – táo hầm cả quả nhồi nhân hạt óc chó
- Tulumba - bột nhào chiên ngập dầu rồi làm ngọt với xi rô

## Gia vị/bánh mì
- Ajvar
- Ramada pita
- Vegeta
- Somun [2] và Ramadan somun (với hạt Ćurokot).[3]
- Pogača
- Djevrek
- Lepinja
- Uštipci
- Meze

## Đồ uống có cồn
Rượu vang chủ yếu được sản xuất tại Herzegovina, tại vùng Mostar, Čitluk, Ljubuški, Stolac, Domanovići, và Međugorje.
- Medovina
- Kruškovac
- Pelinkovac
- Rakija
- Blatina
- Žilavka
- Spirit địa phương được chưng cất từ mận, lê, nho, với độ cồn 45% và cao hơn.
- Šljivovica (brandy mận)

## Đồ uống không cồn

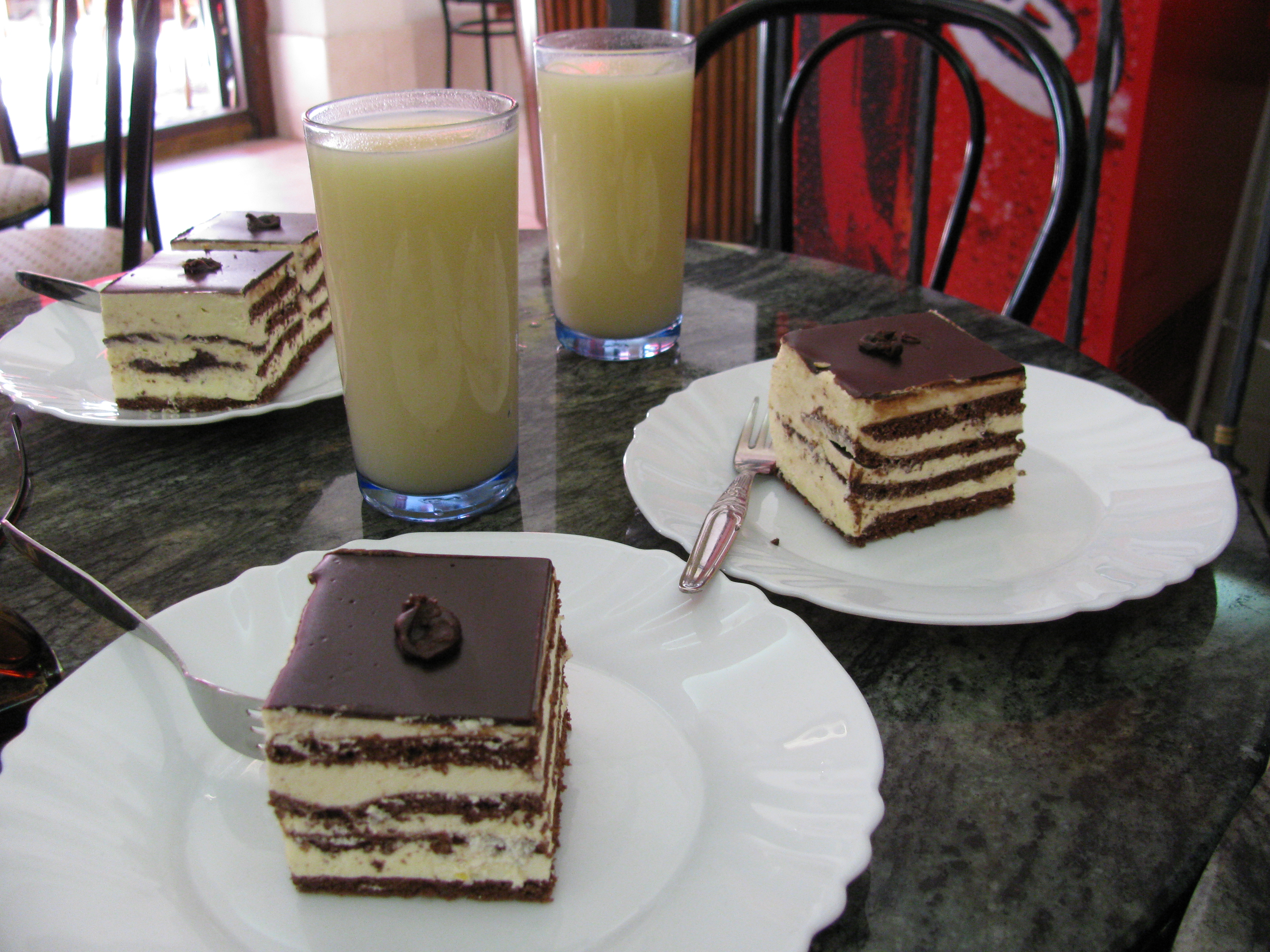
Boza và món tráng miệng Boem šnita ở Sarajevo

- Boza
- Salep
- Ajran
- Cà phê Bosna
- Šerbe
- Nước ép cây cơm cháy

## Hình ảnh

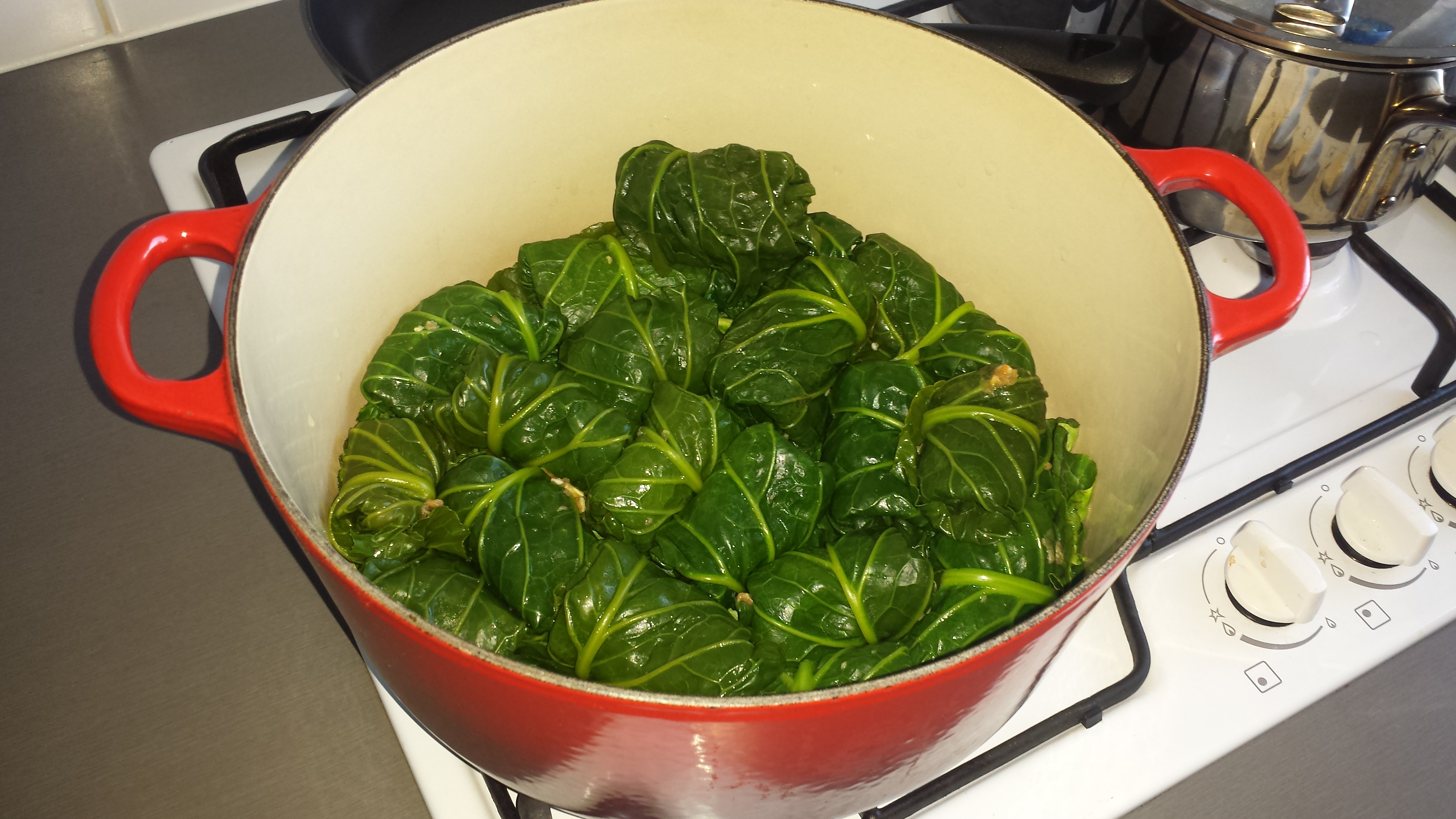
Raštika
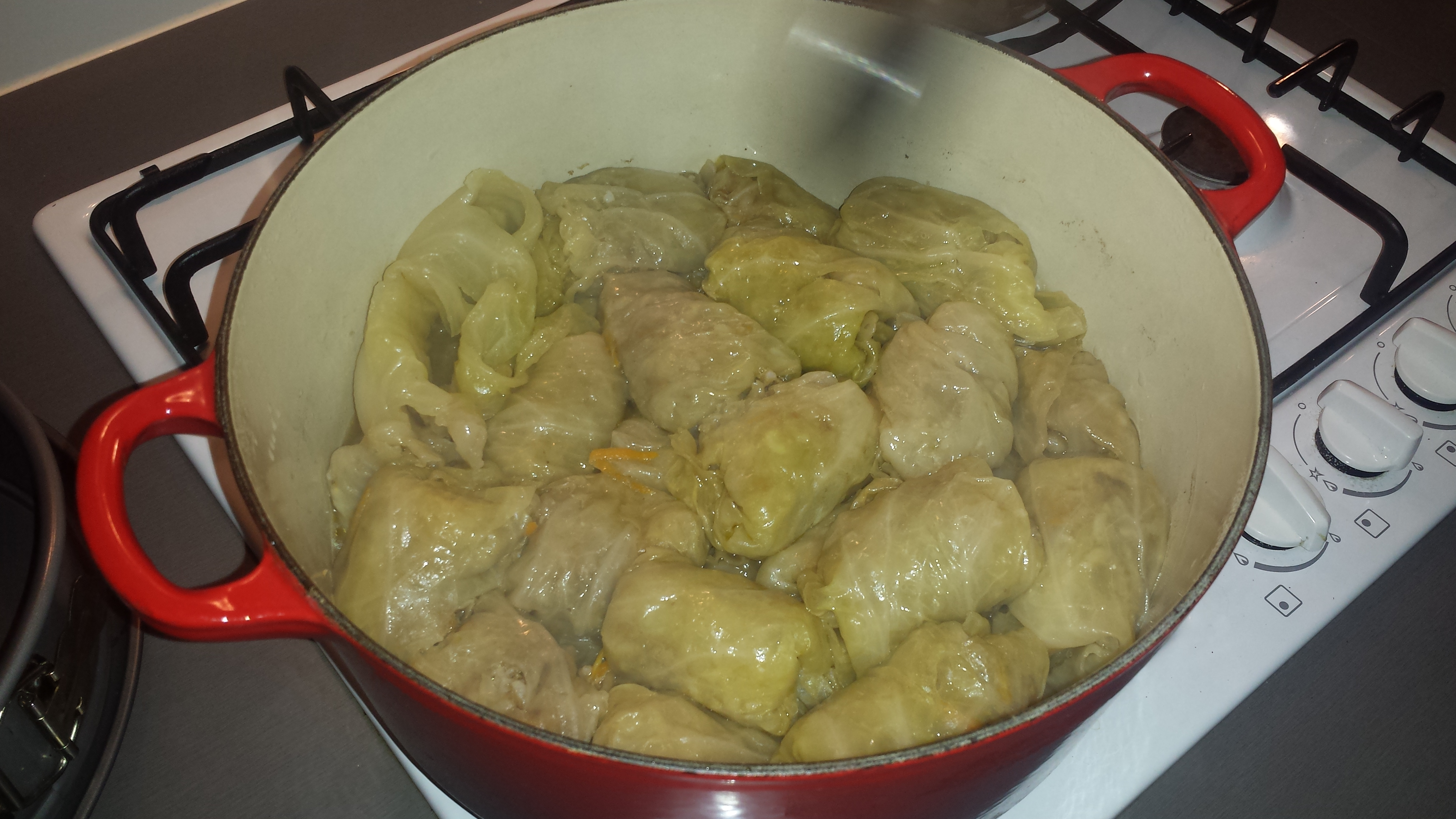
Sarma
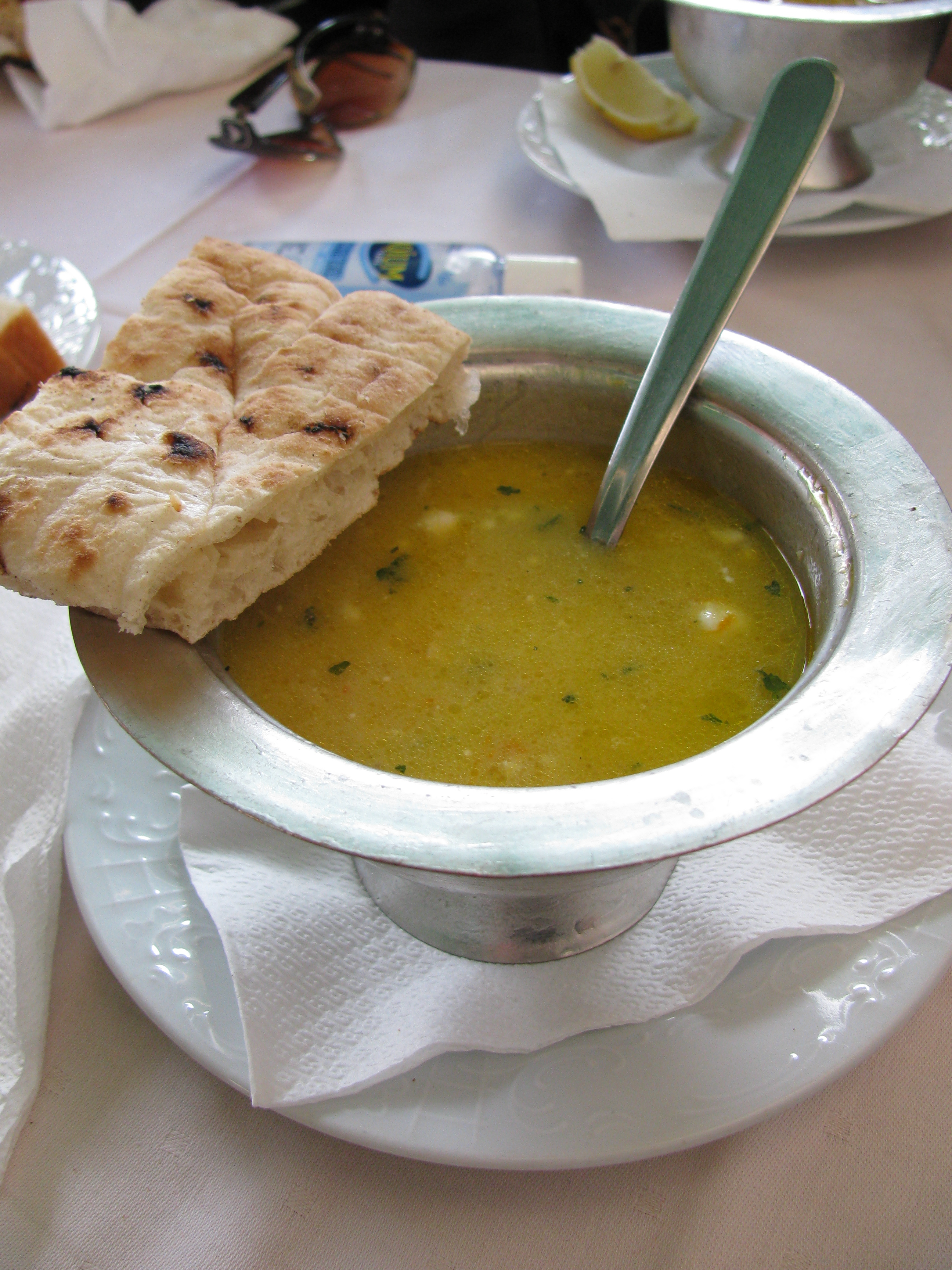
Begova Čorba tại Baščaršija.
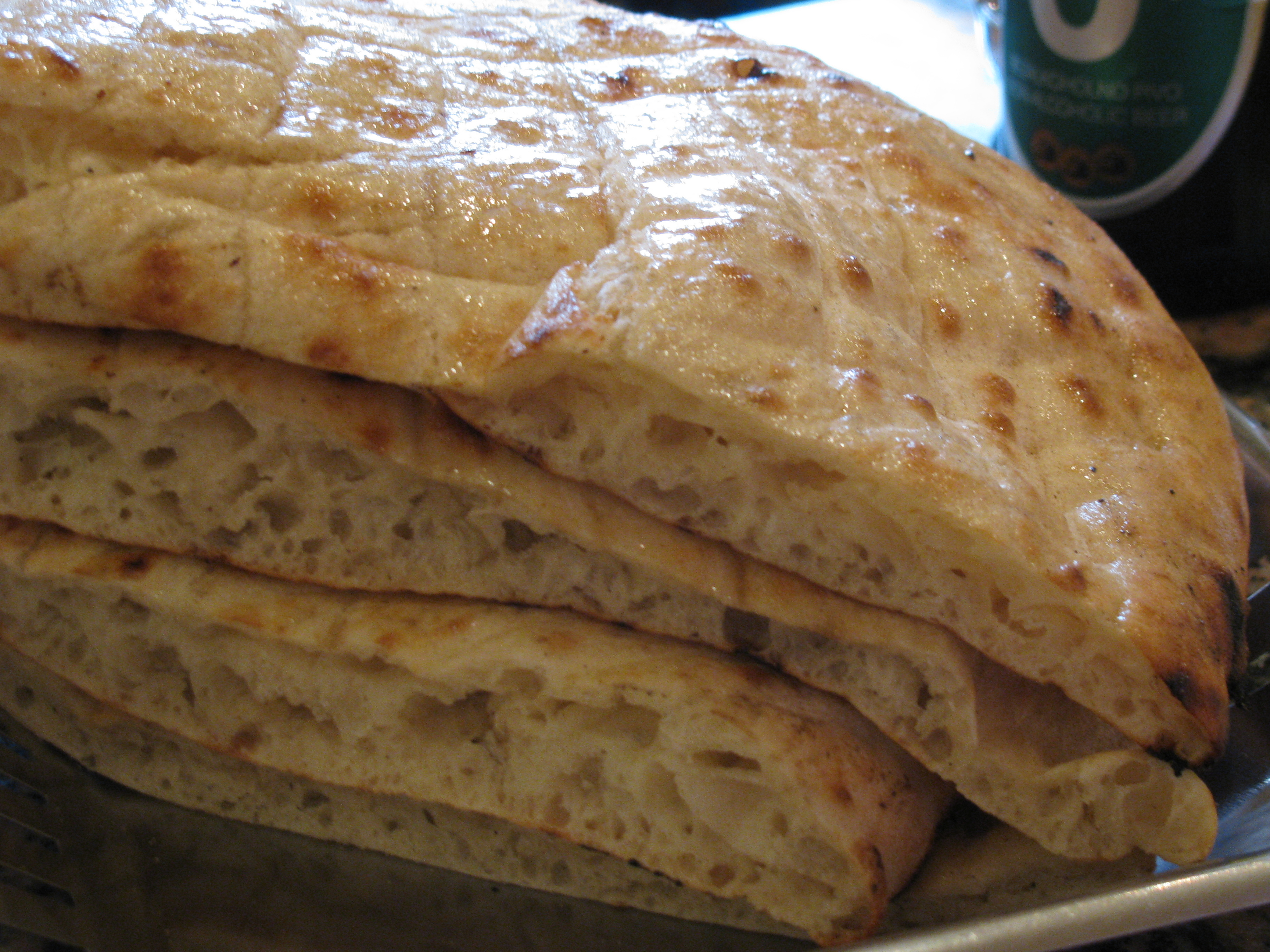
Sarajevski somun
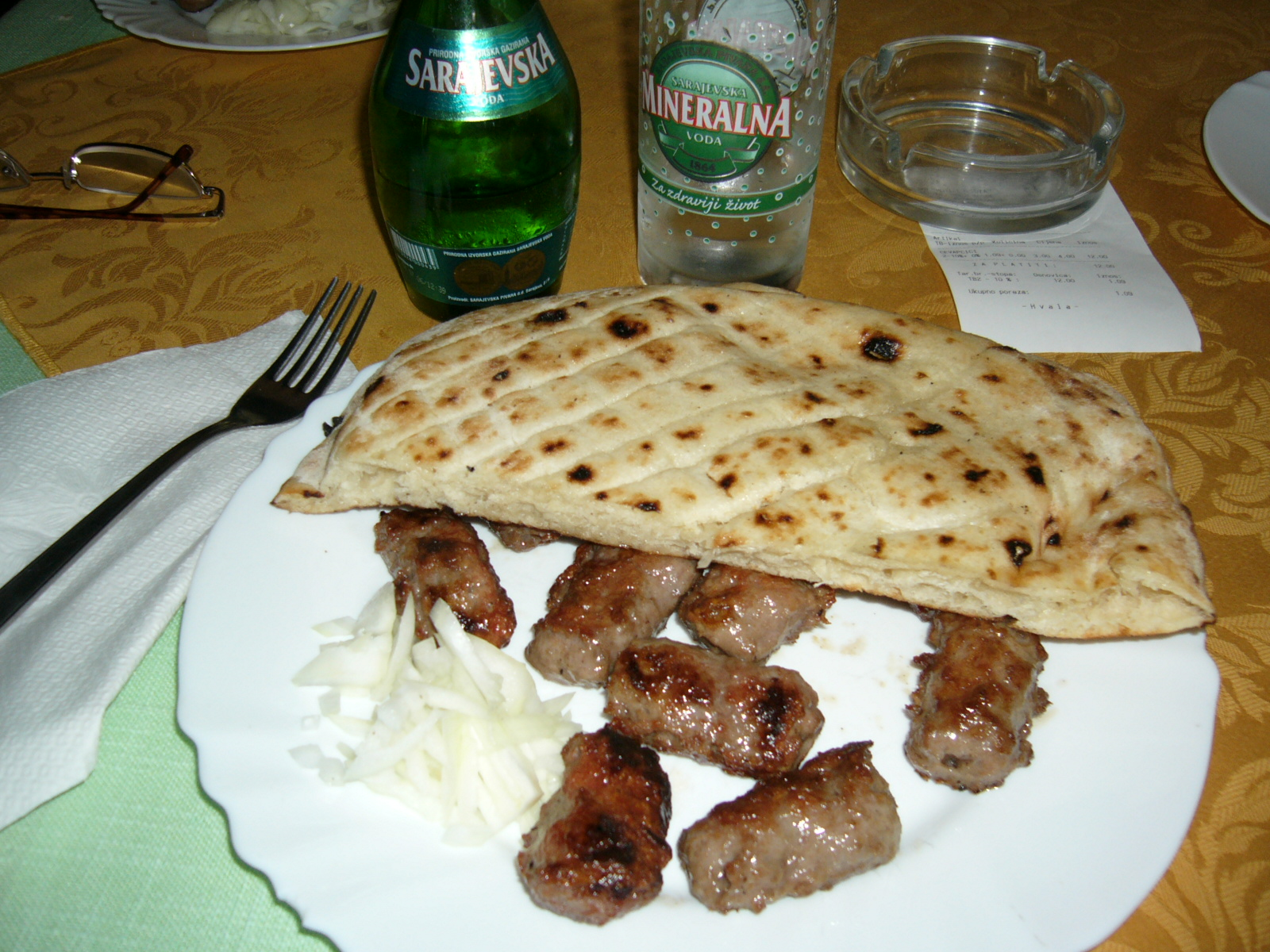
Sarajevo Ćevapi
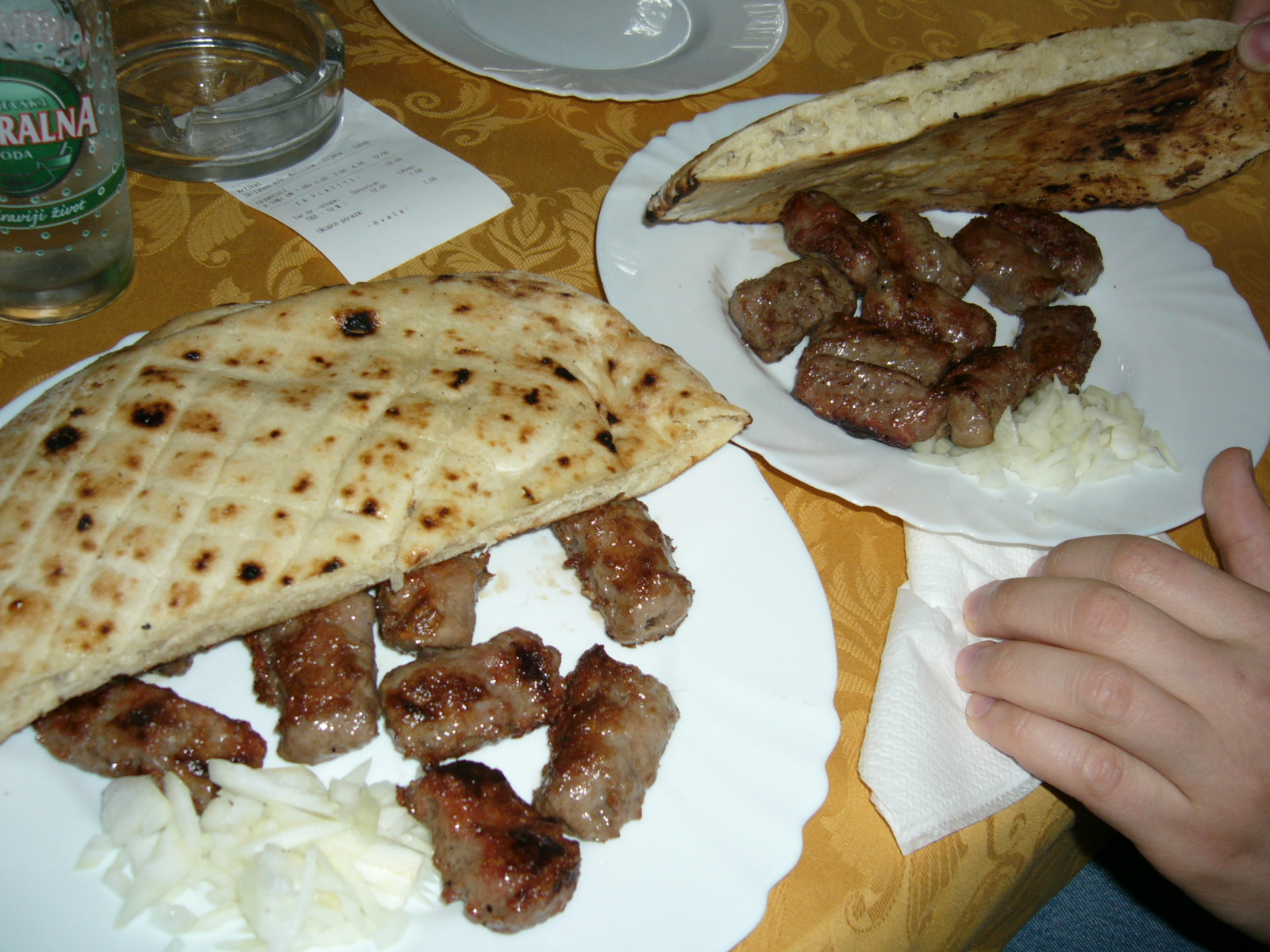
Sarajevo Ćevapi
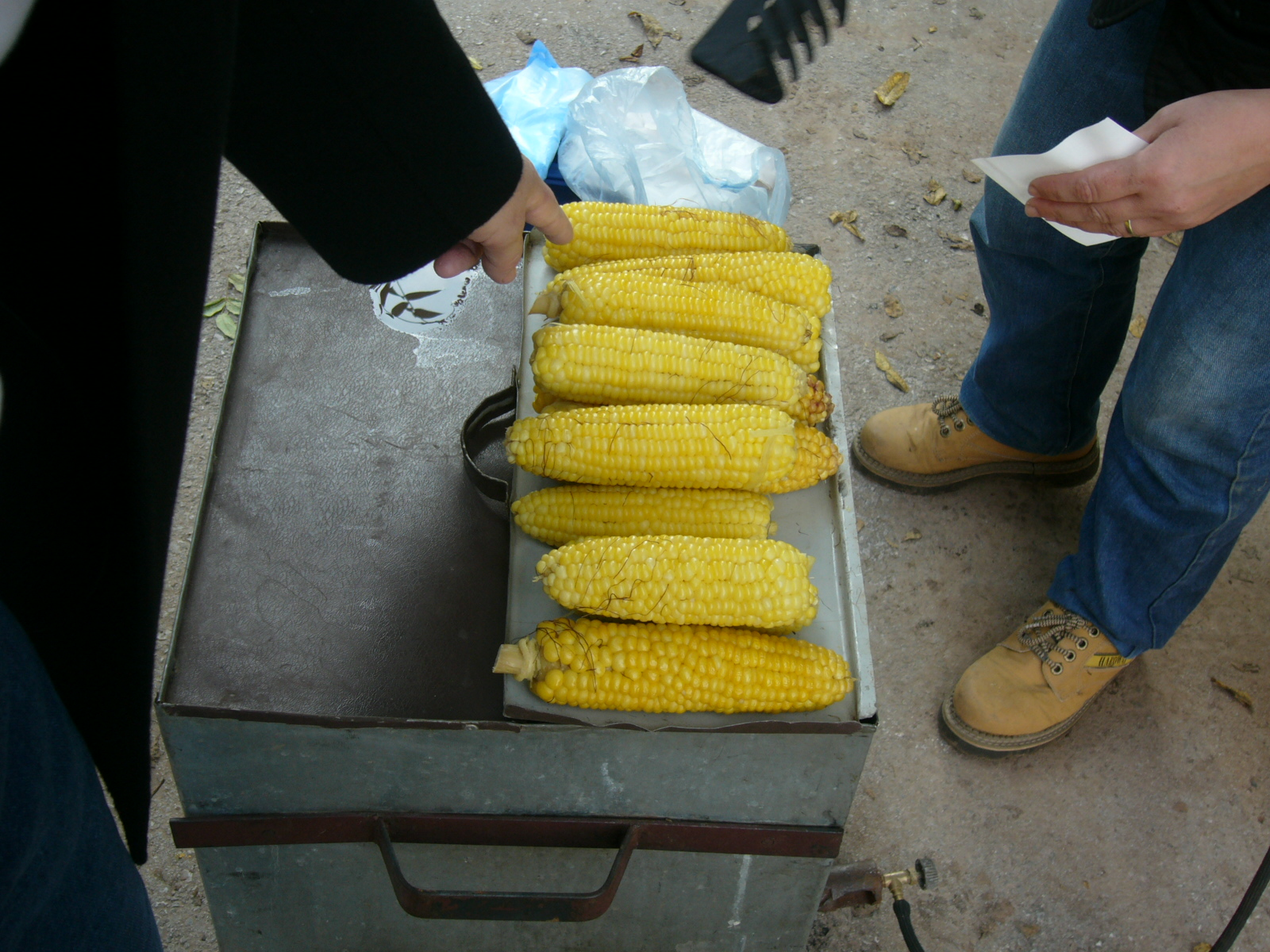
Ngô nấu
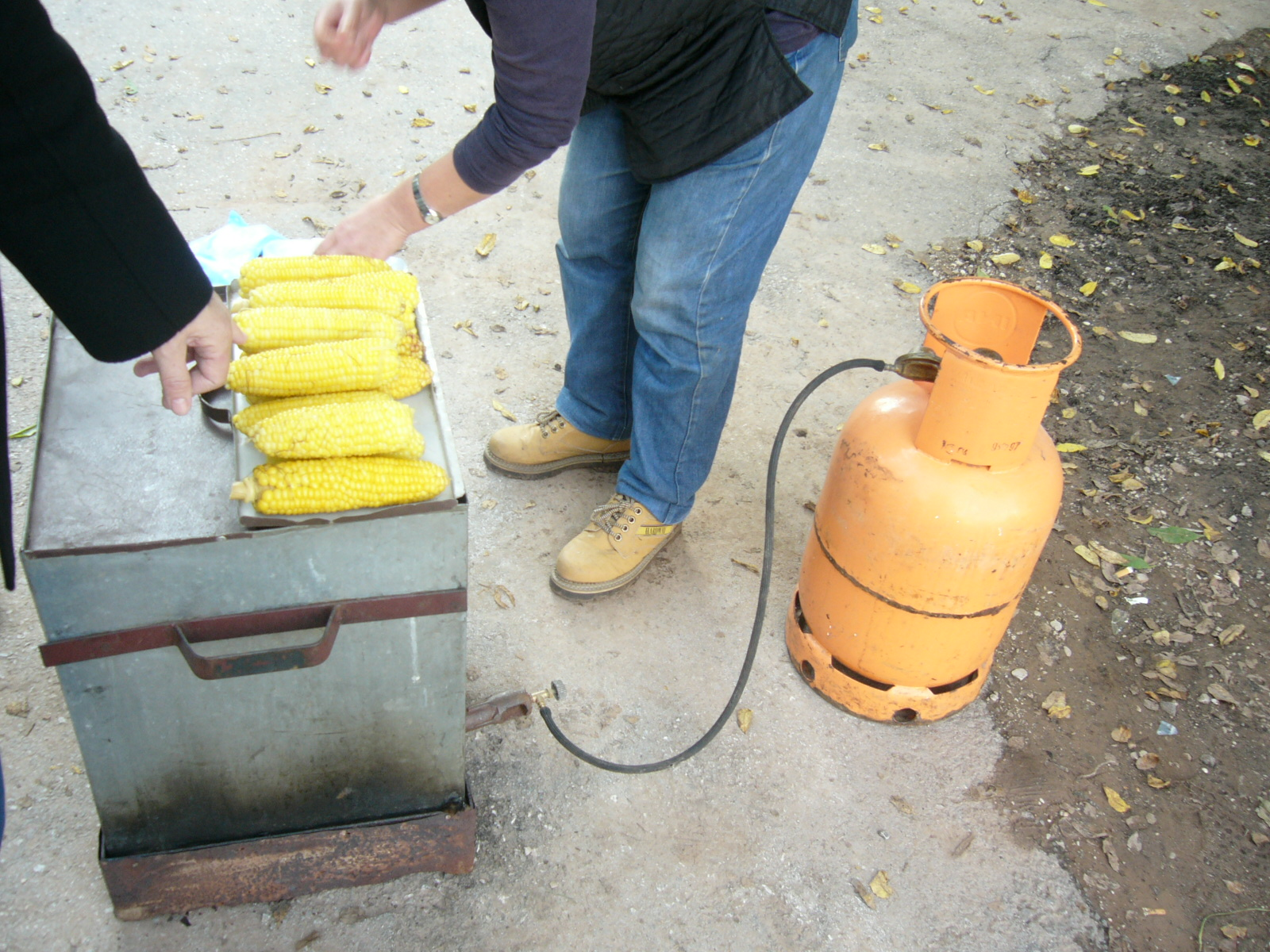
Ngô ngấu
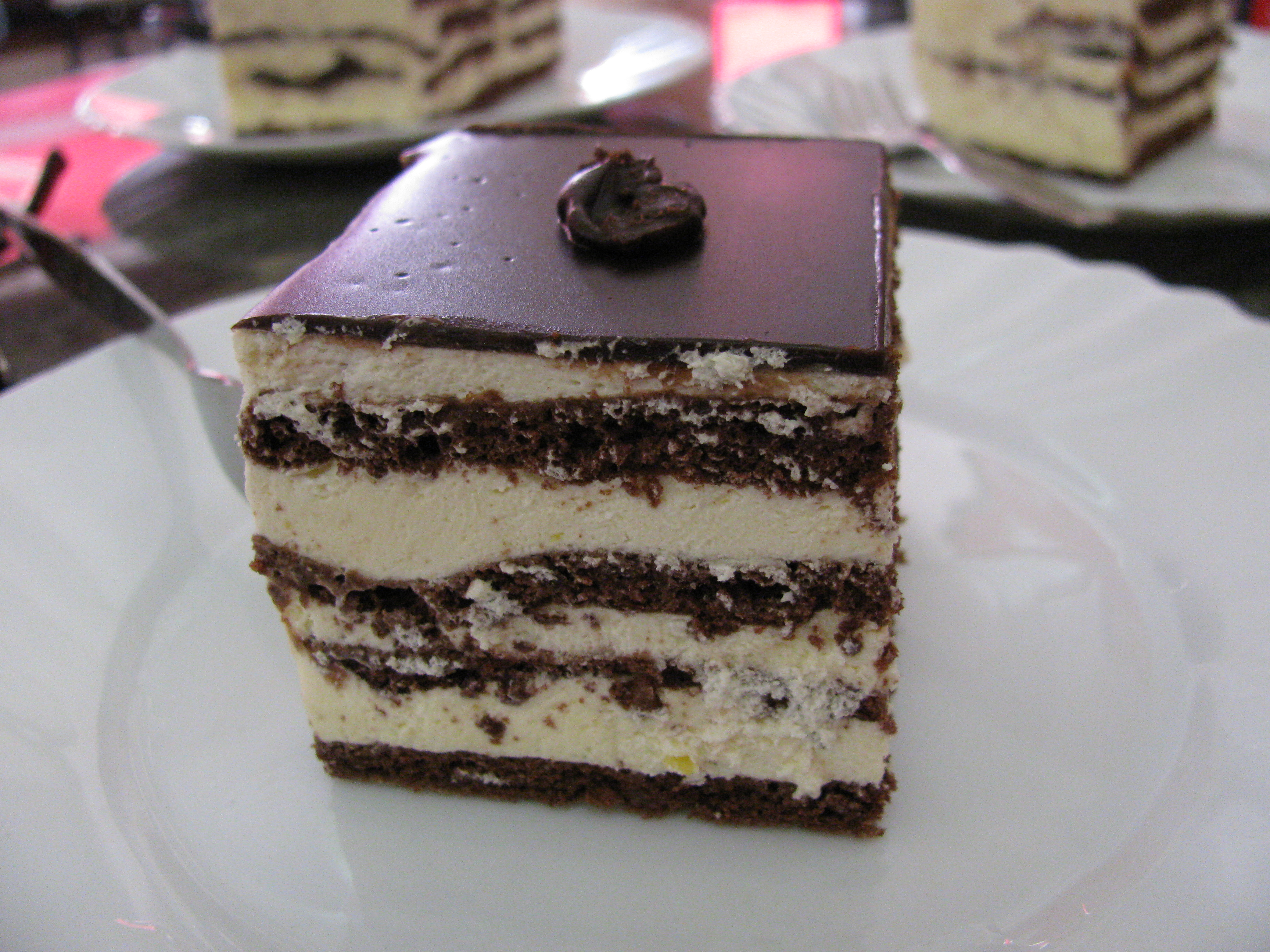
Boem šnita
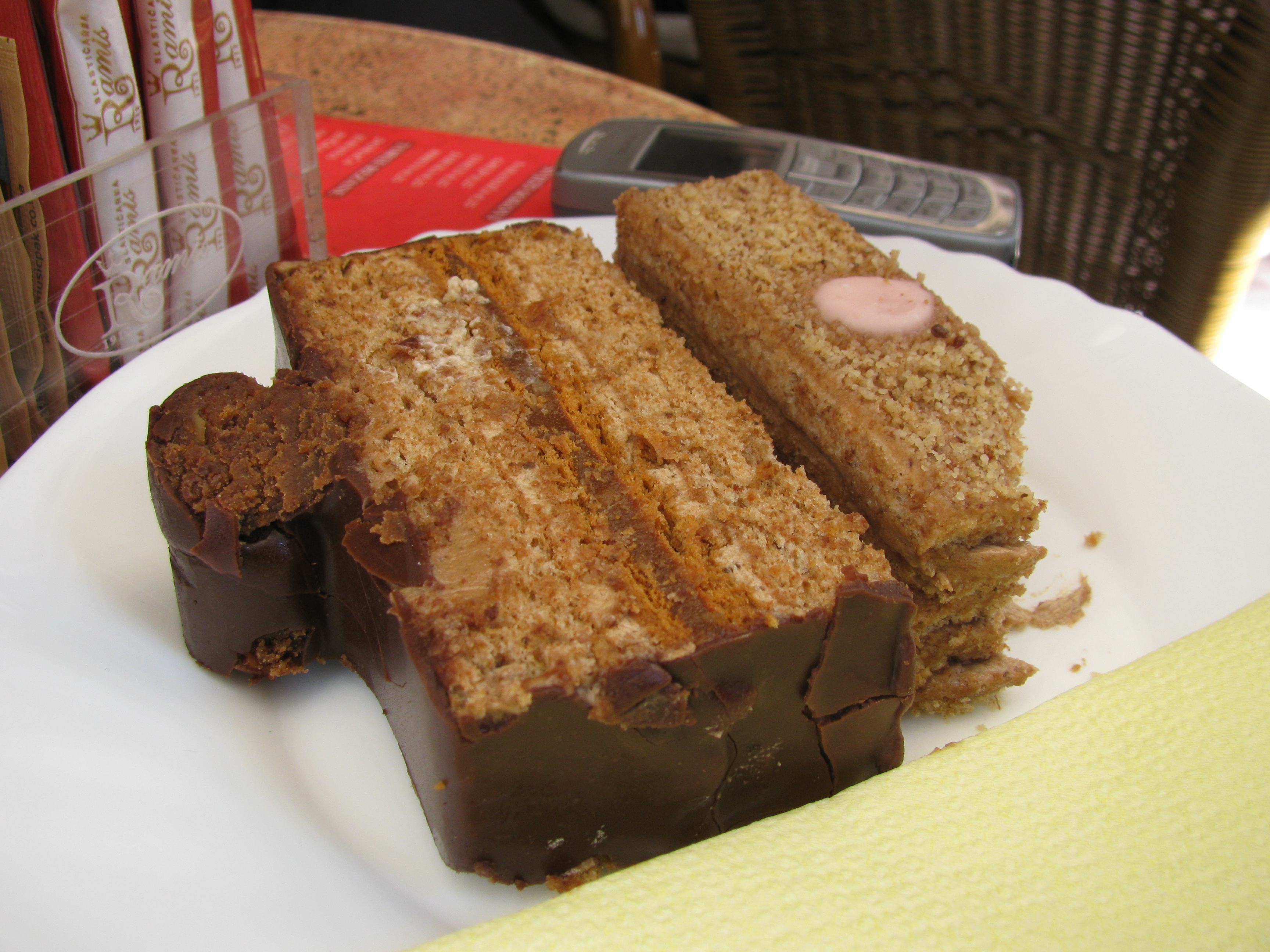
Bosanska Šnita
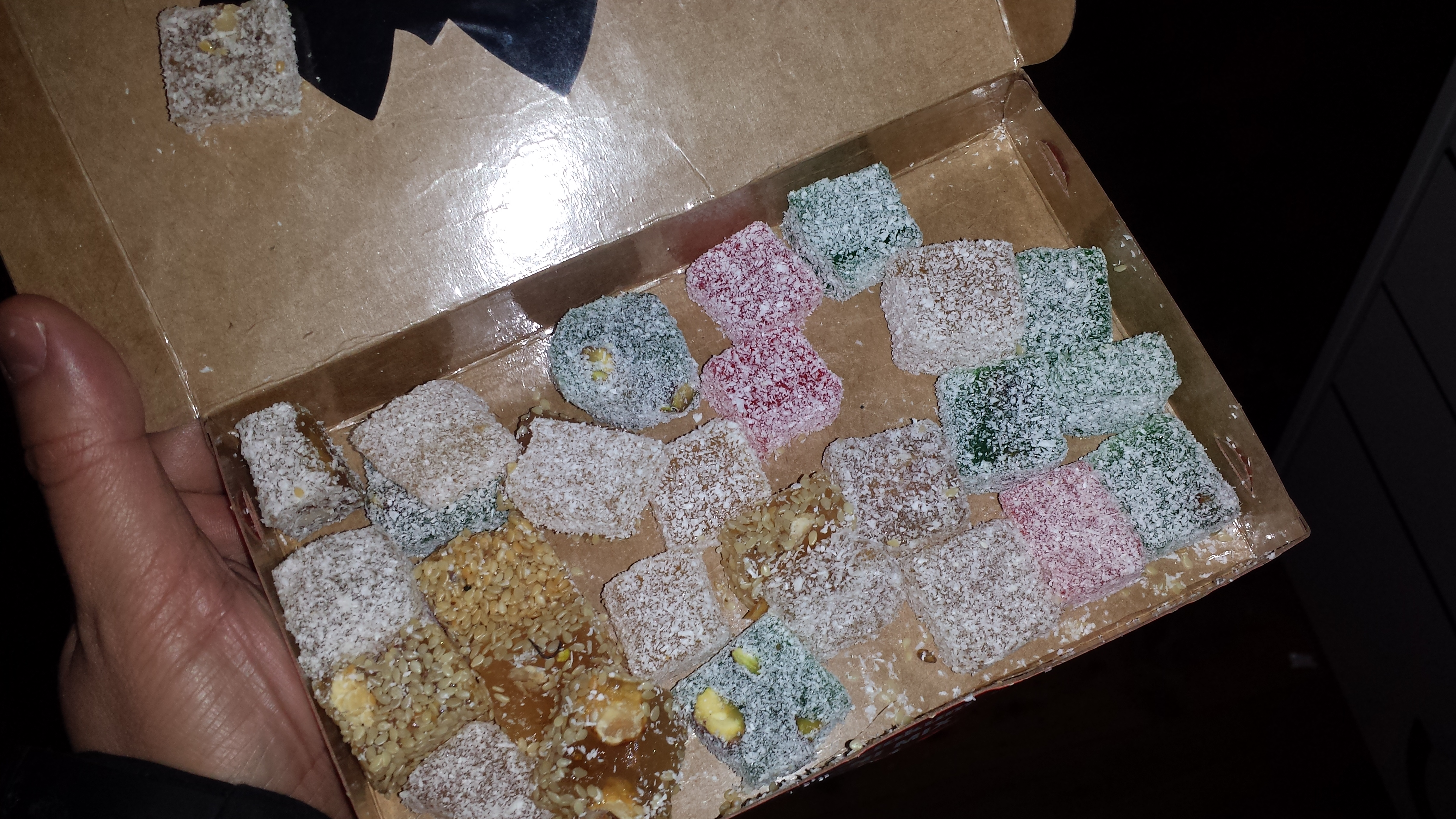
Sarajevski rahatlokum (hoa quả trộn)
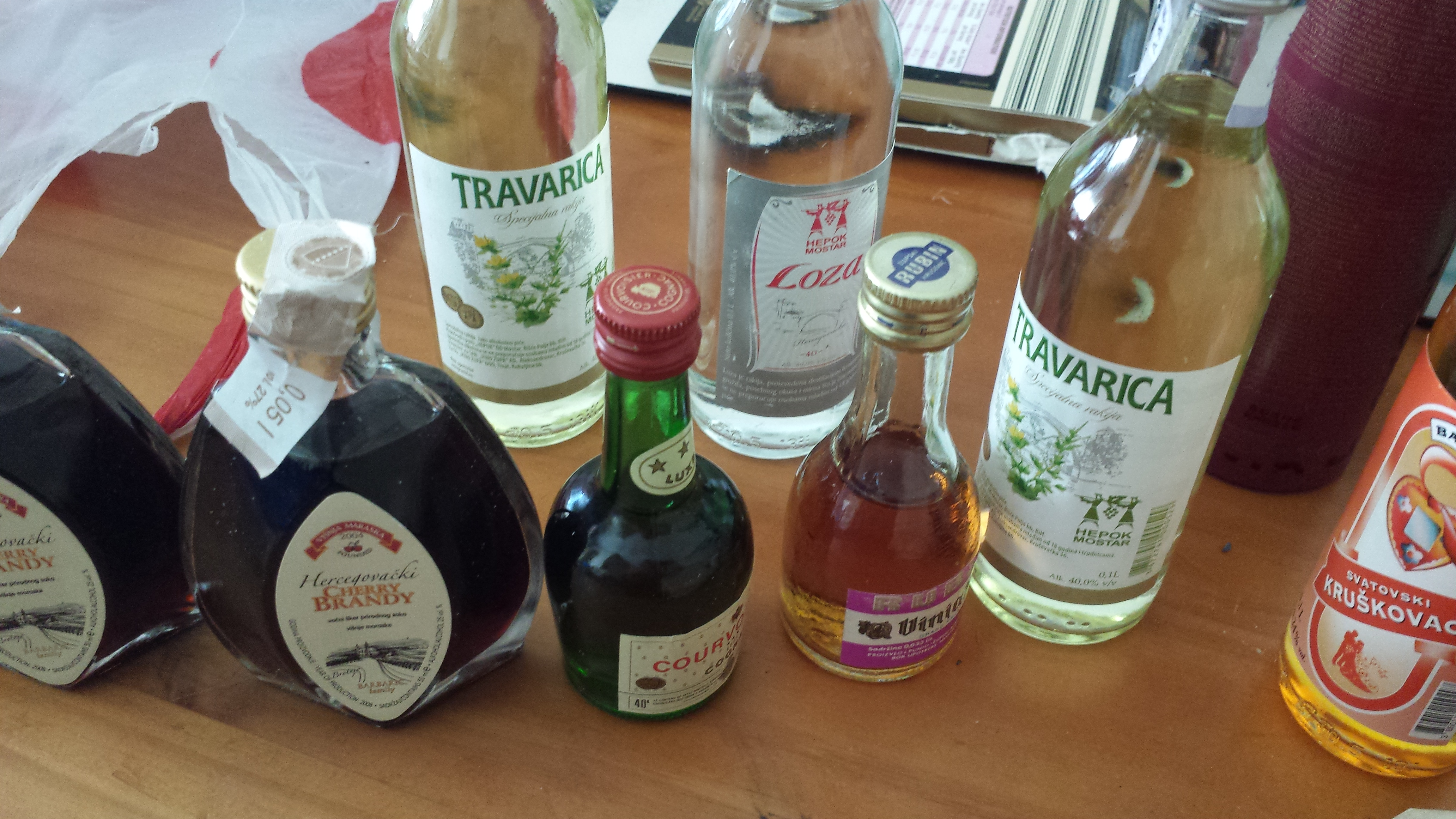
Thức uốgn có cồn của Bosna và Hercegovina
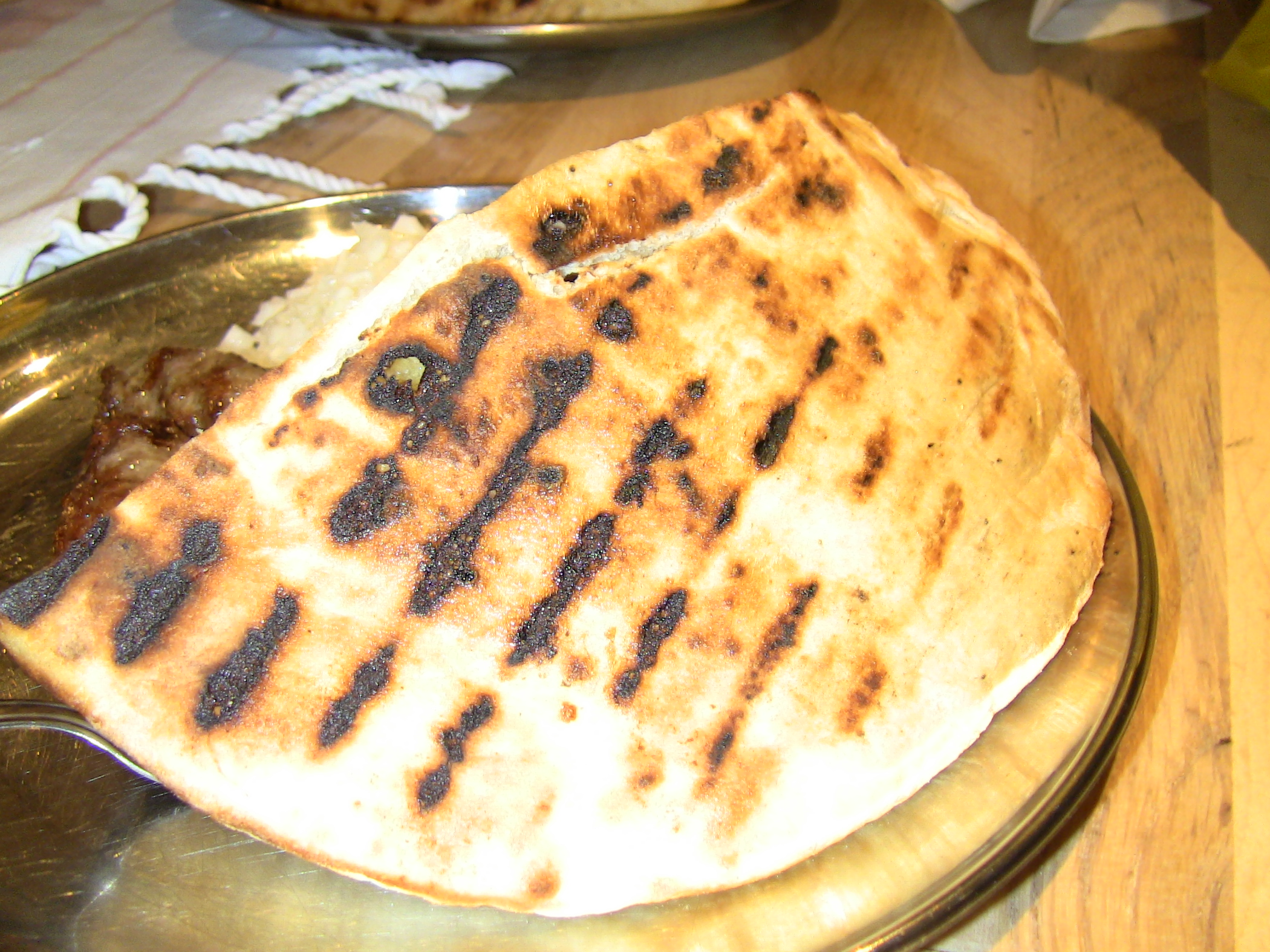
Bánh mì Somun (Sarajevski Ćevapi)
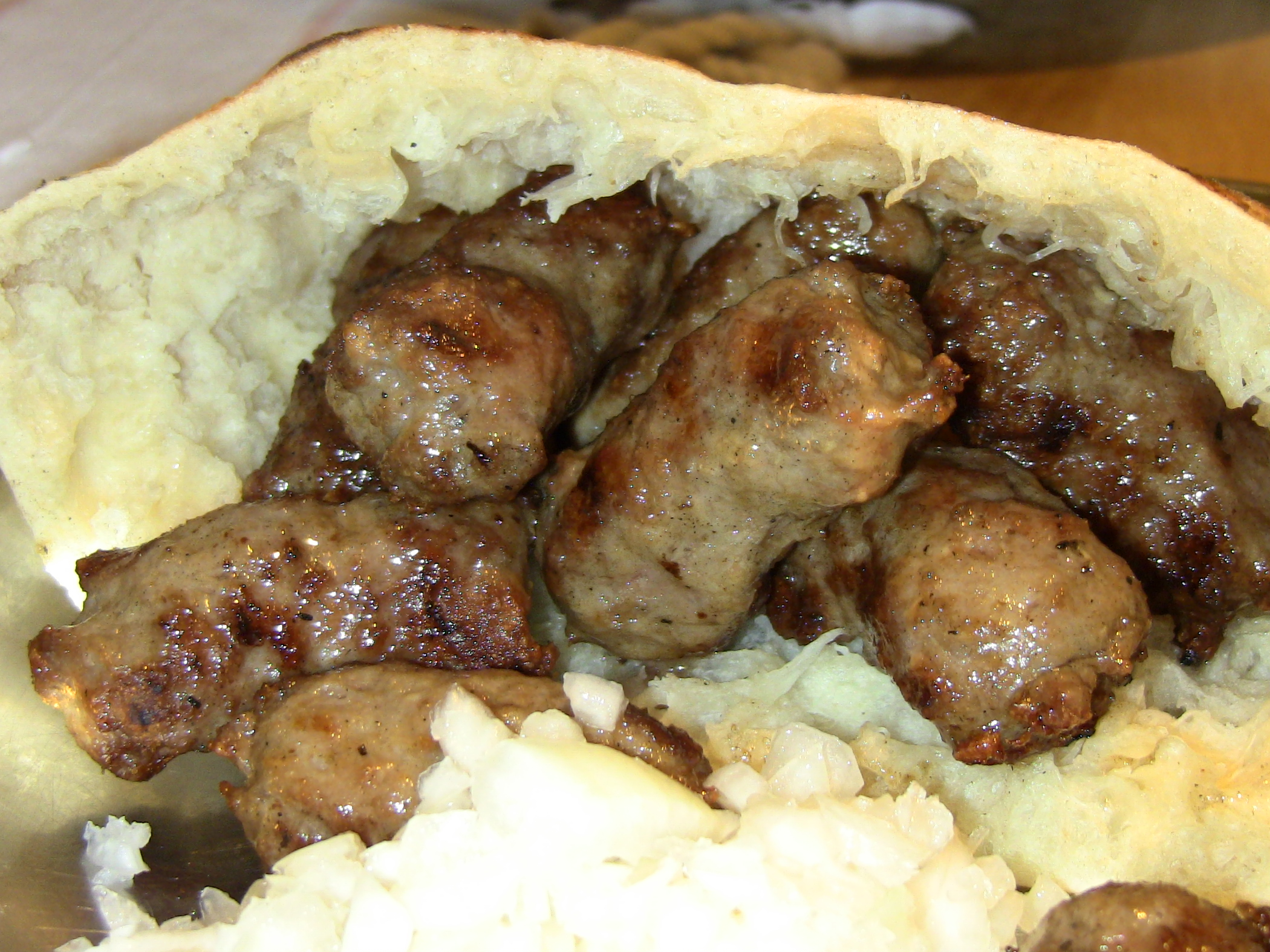
Bosnian Ćevapi (Sarajevo)
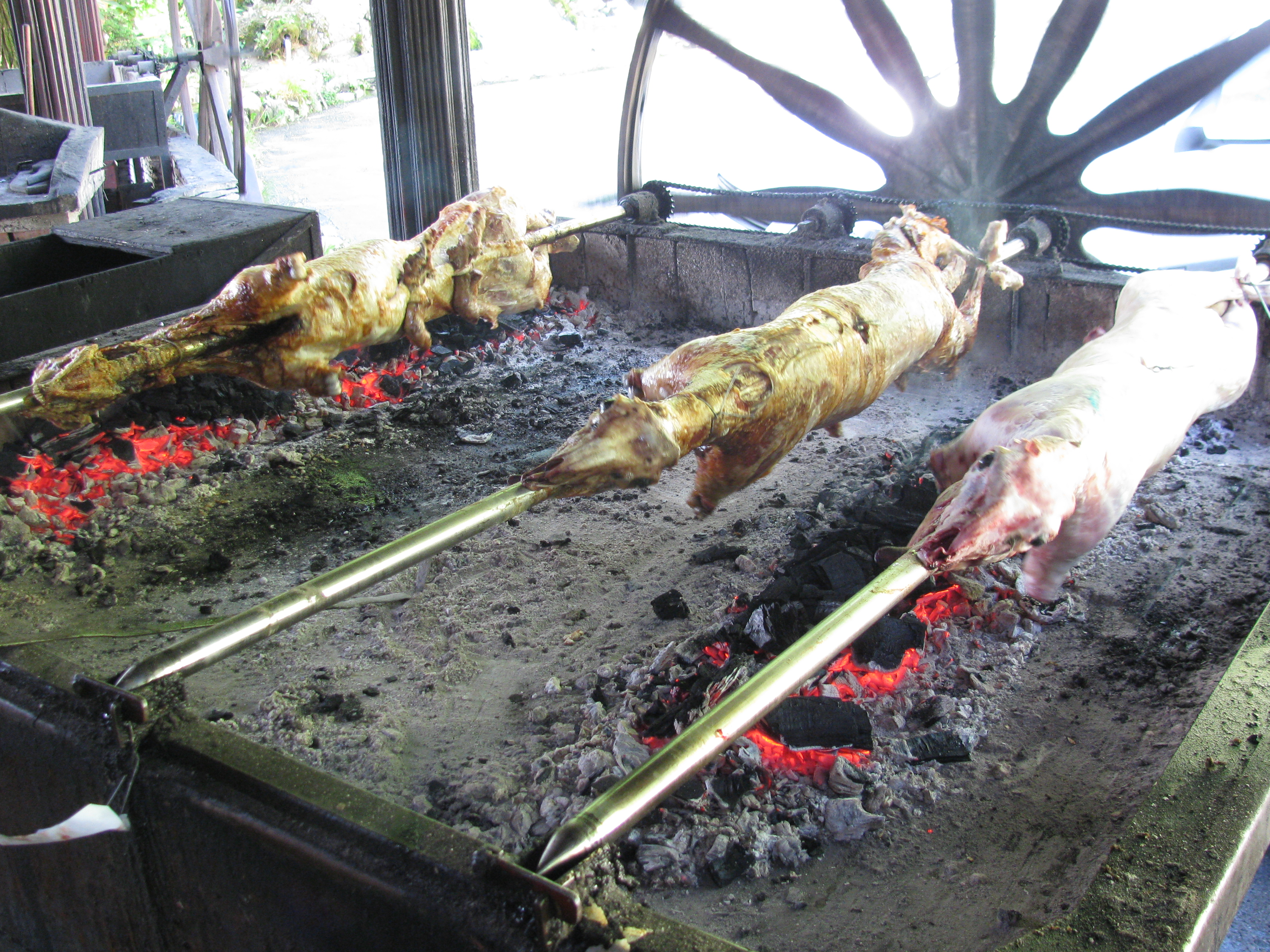
Thịt cừu na raznju Jablanica
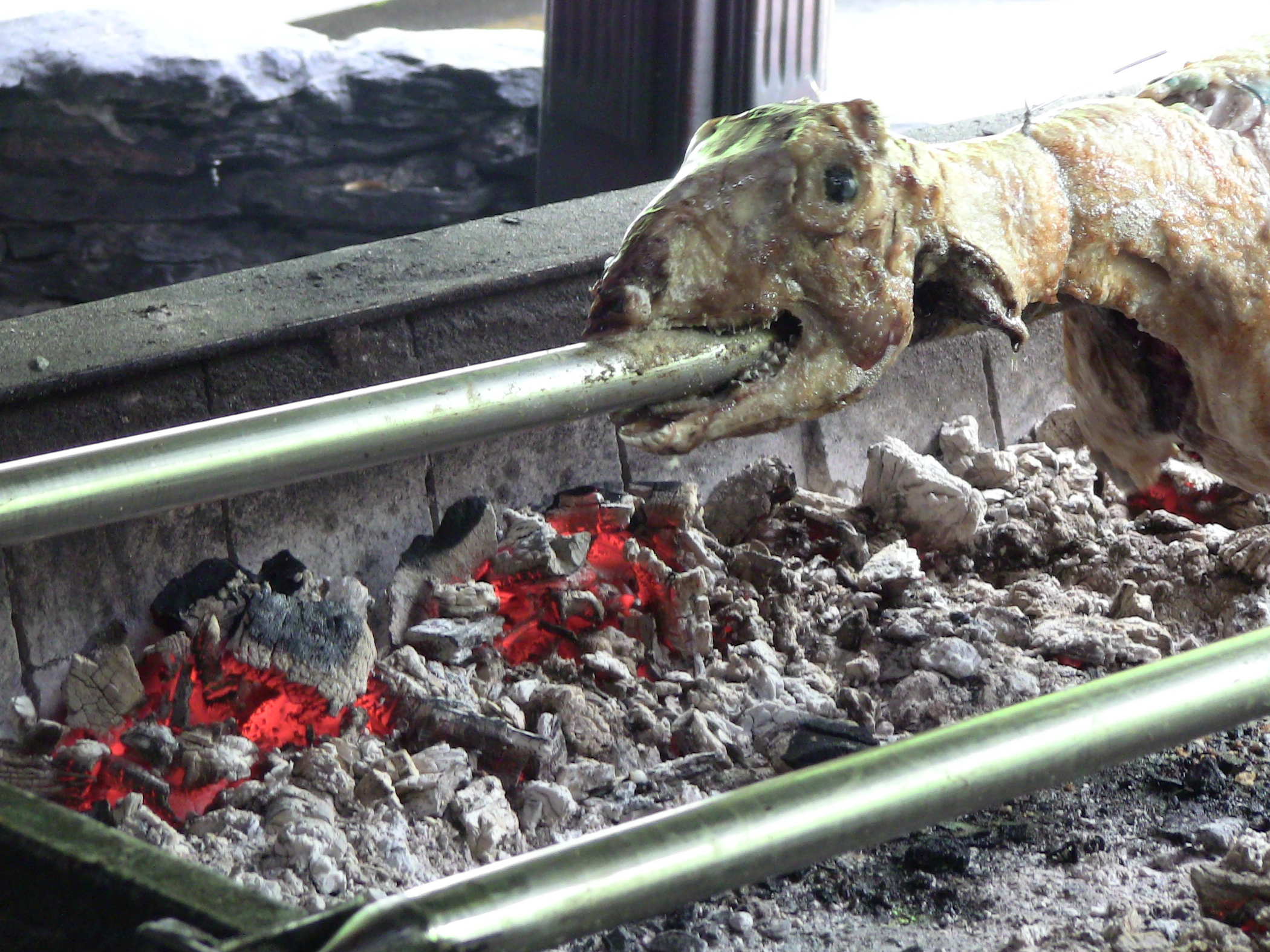
Janjetina na raznju (Jablanica)
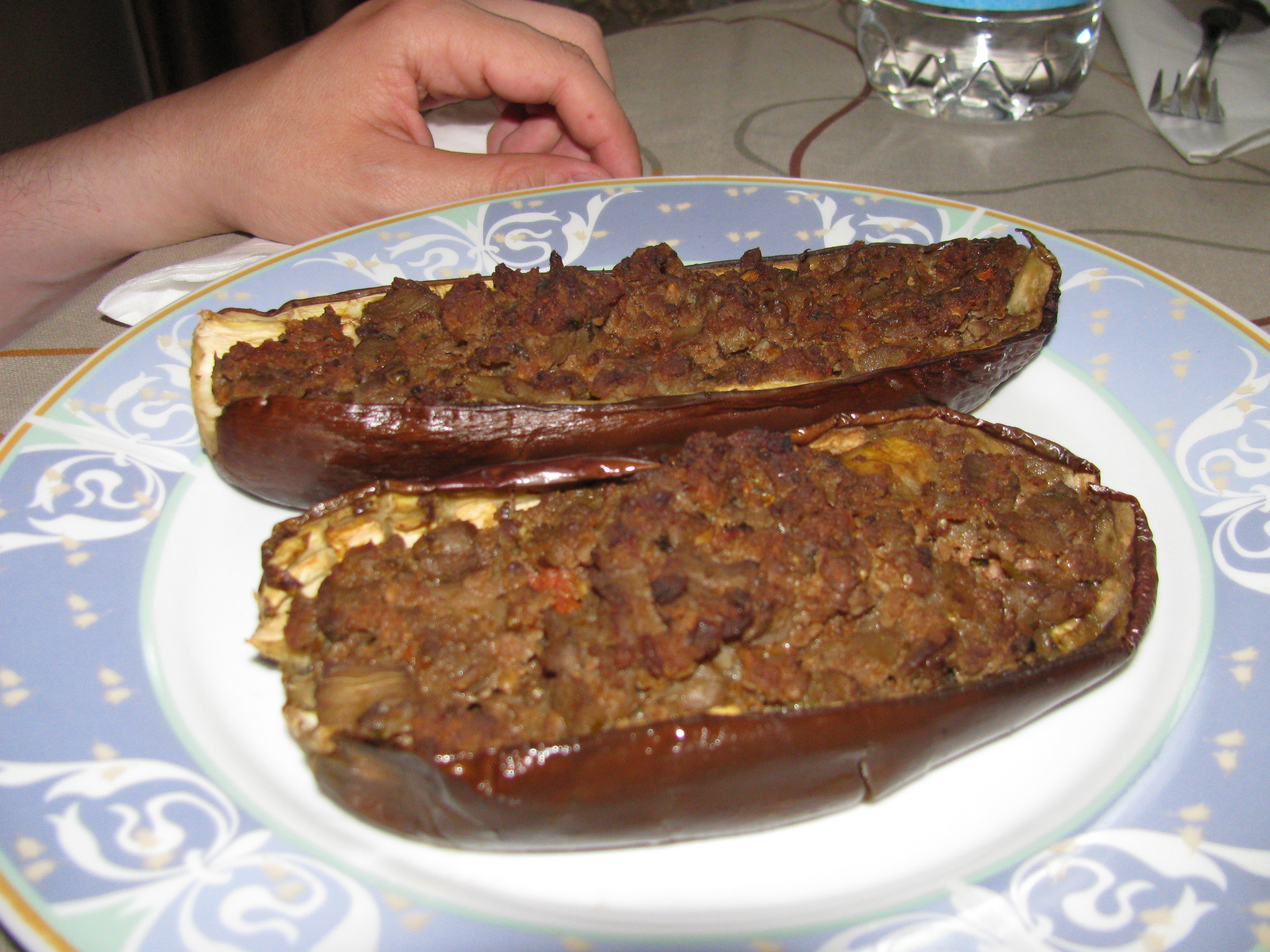
Stuffed eggplant (Punjeni patlidžan)
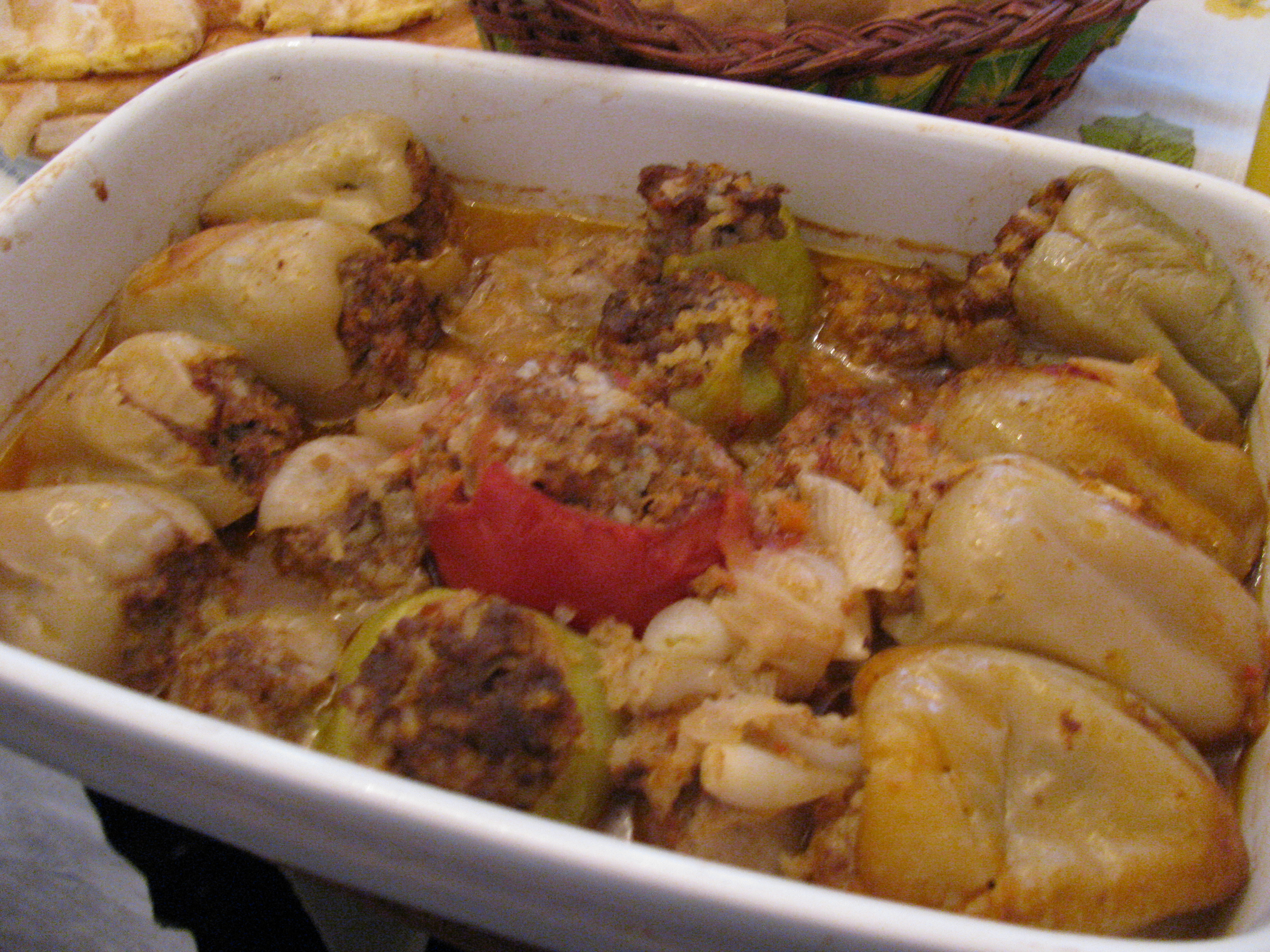
Ớt nhồi
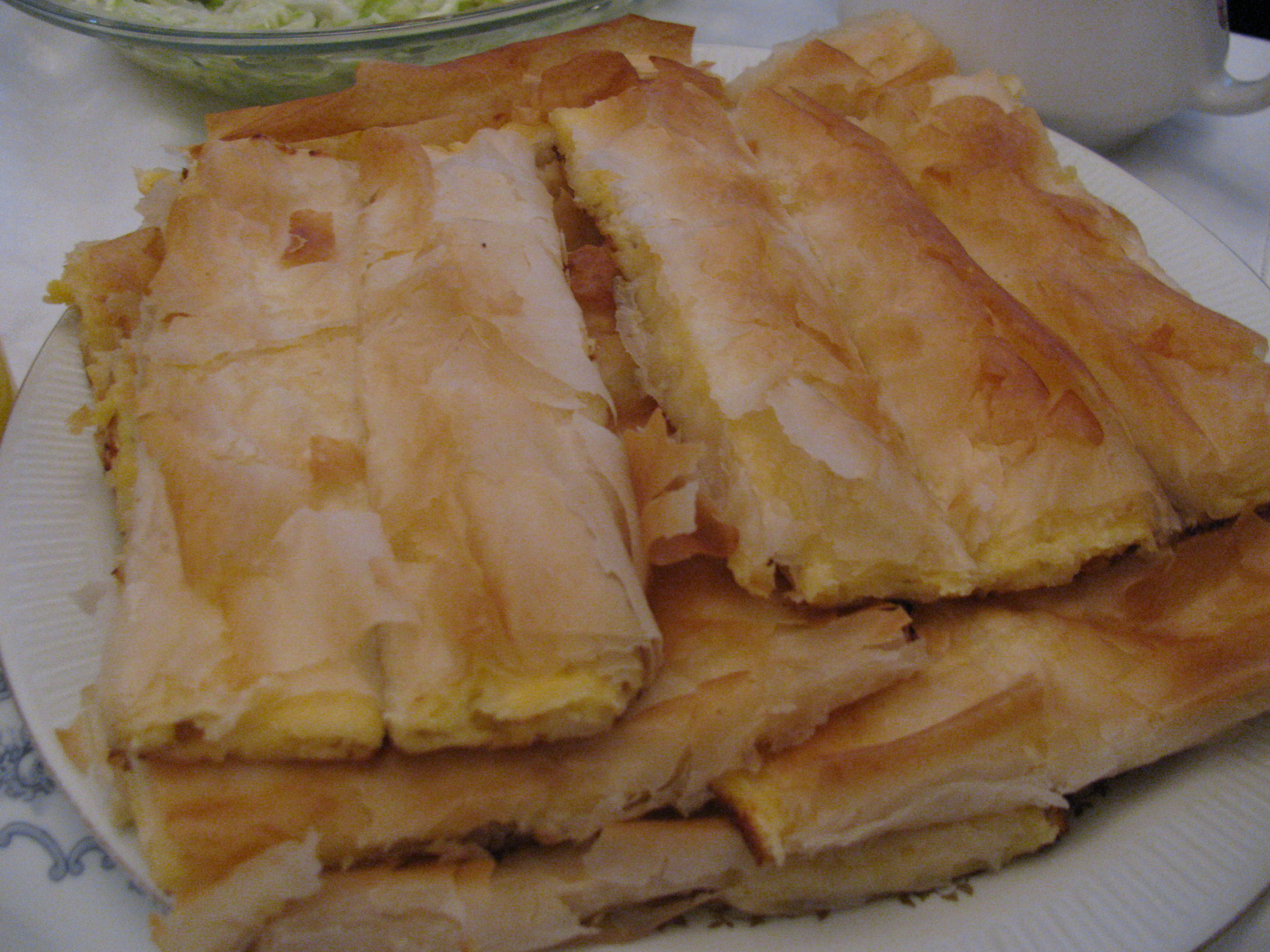
Sirnica
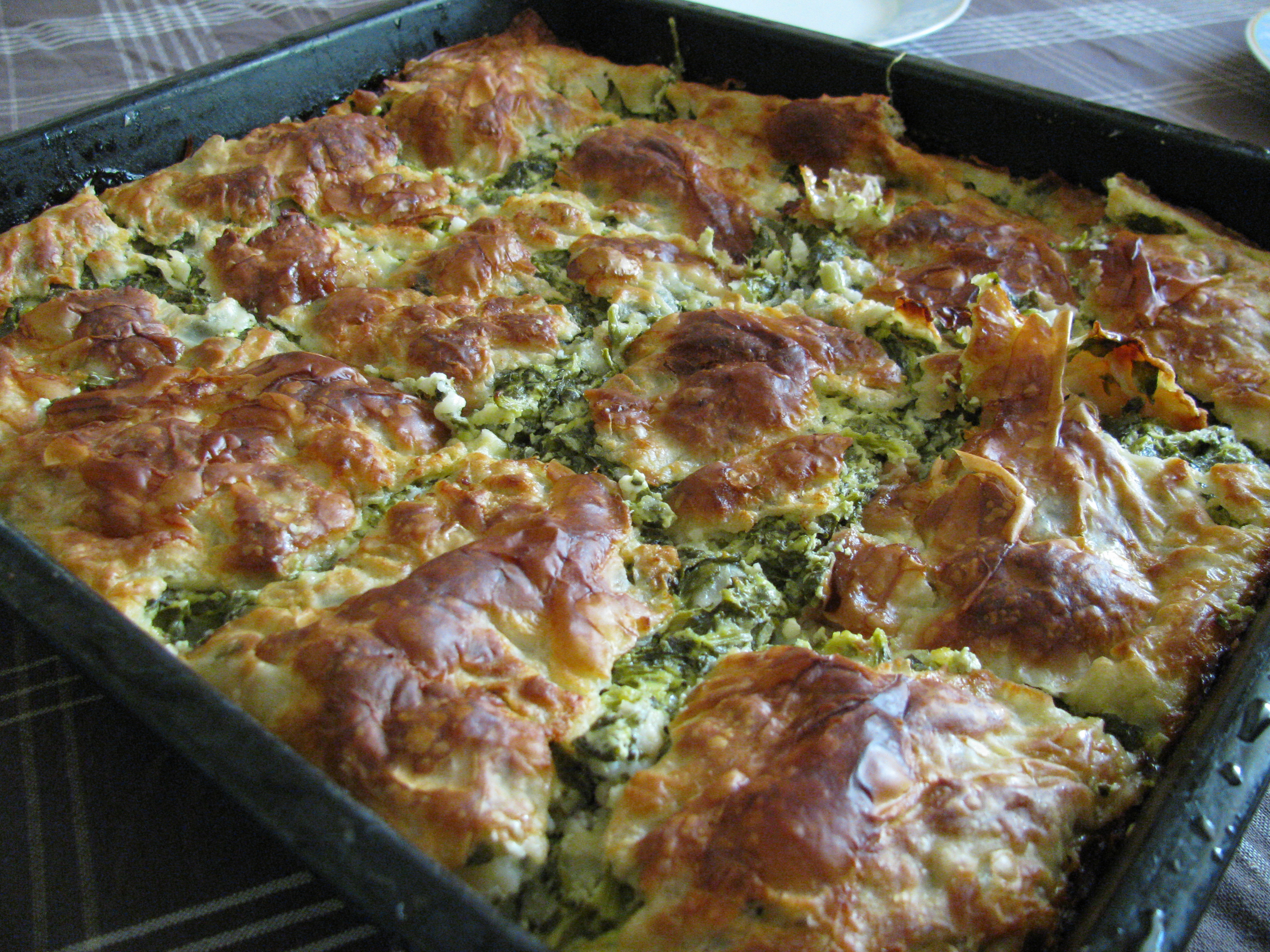
Zeljanica
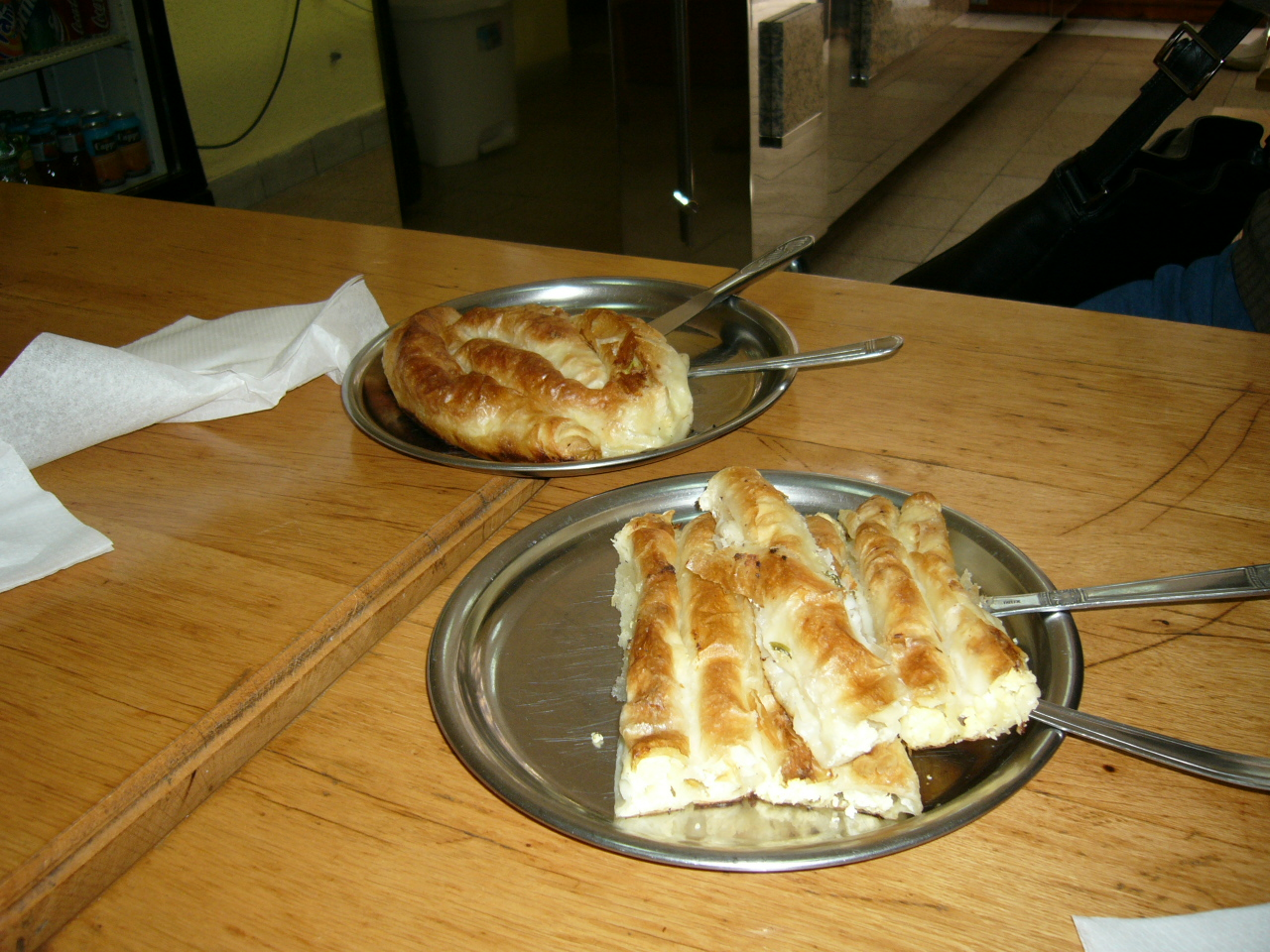
Burek and Pita
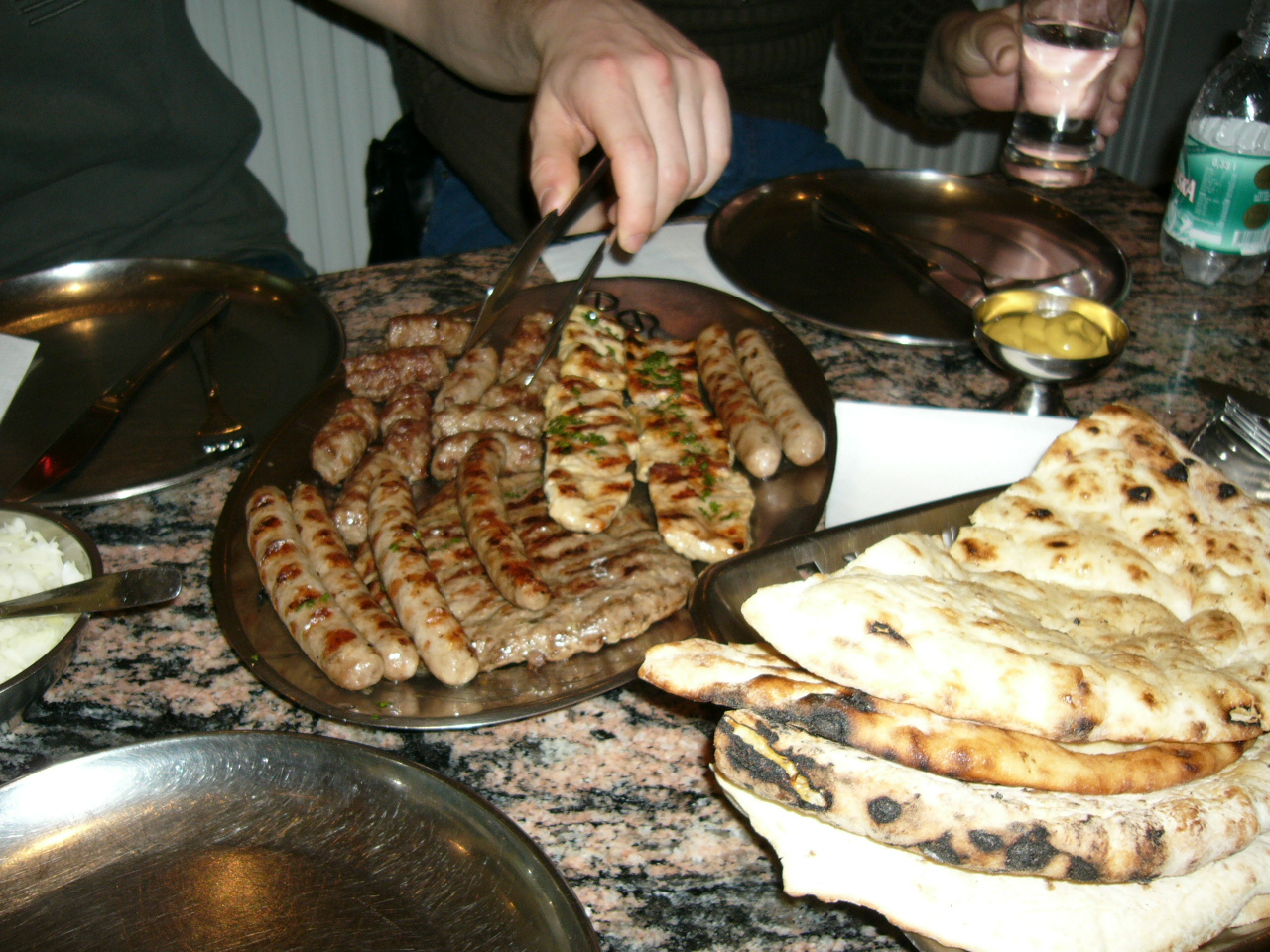
Đĩa thịt Bosna và Hercegovina
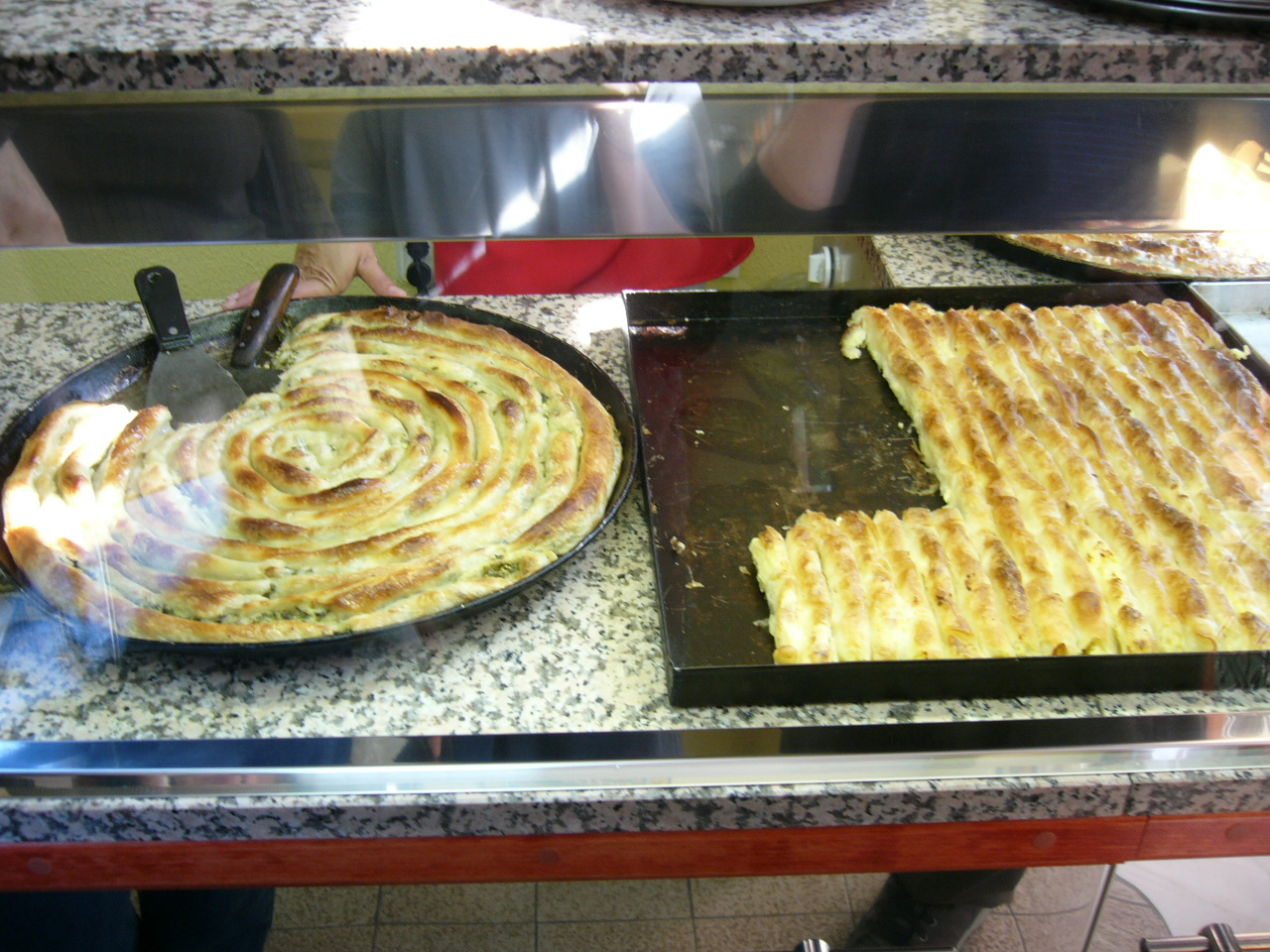
Zeljanica and Sirnica (Pita)
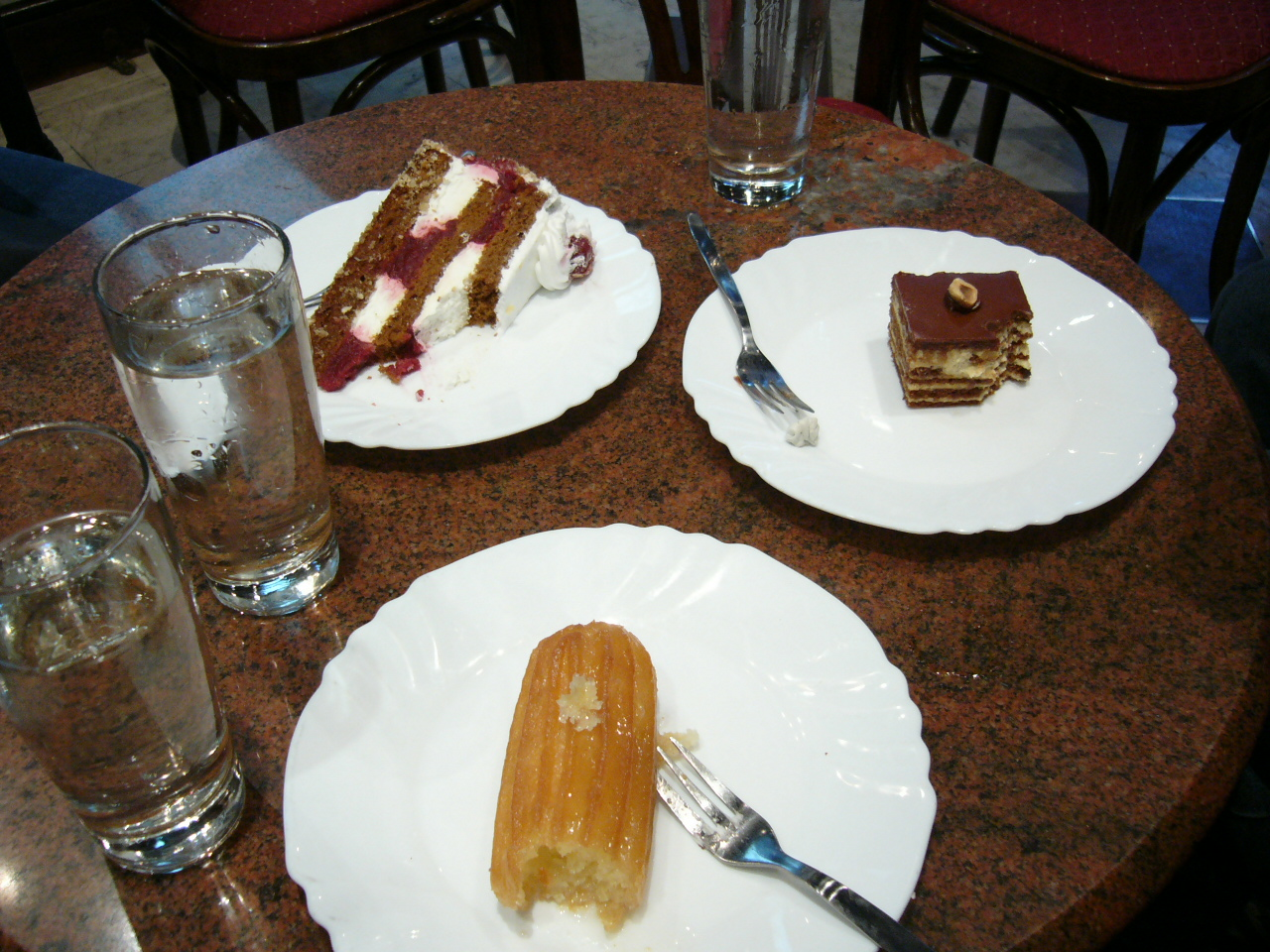
Tulumba (mặt cắt)
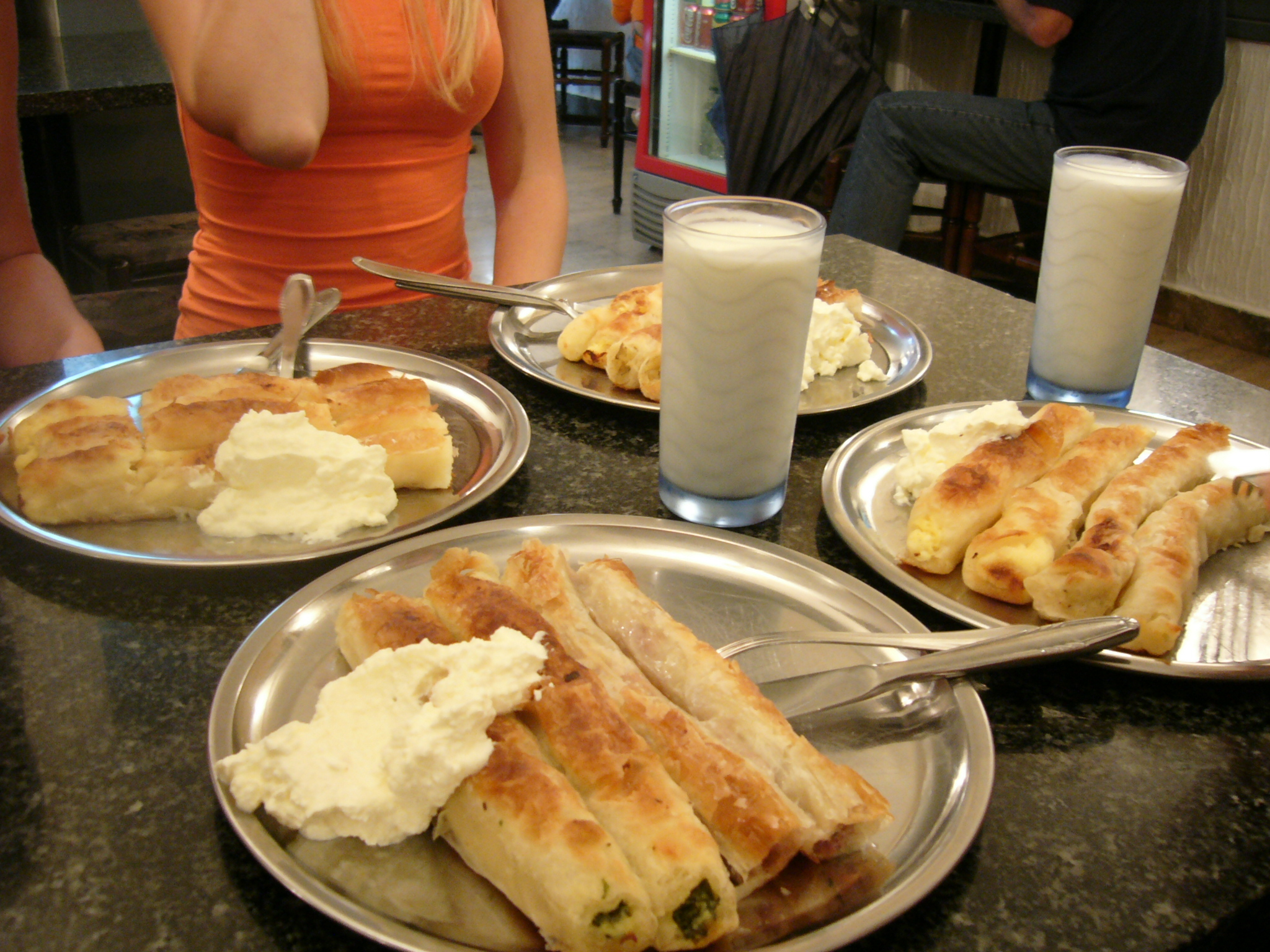
Bosnian pita.
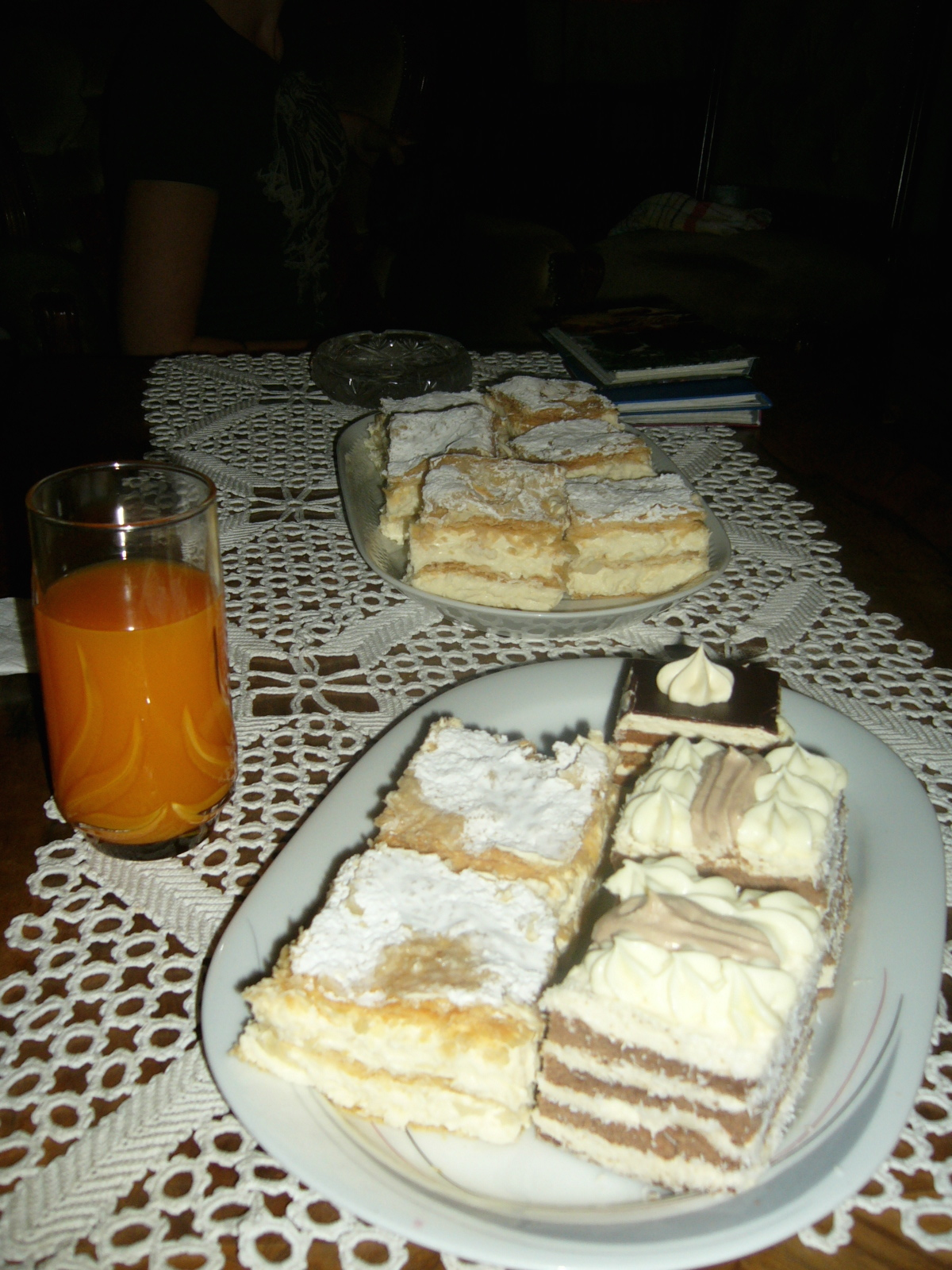
Krempita
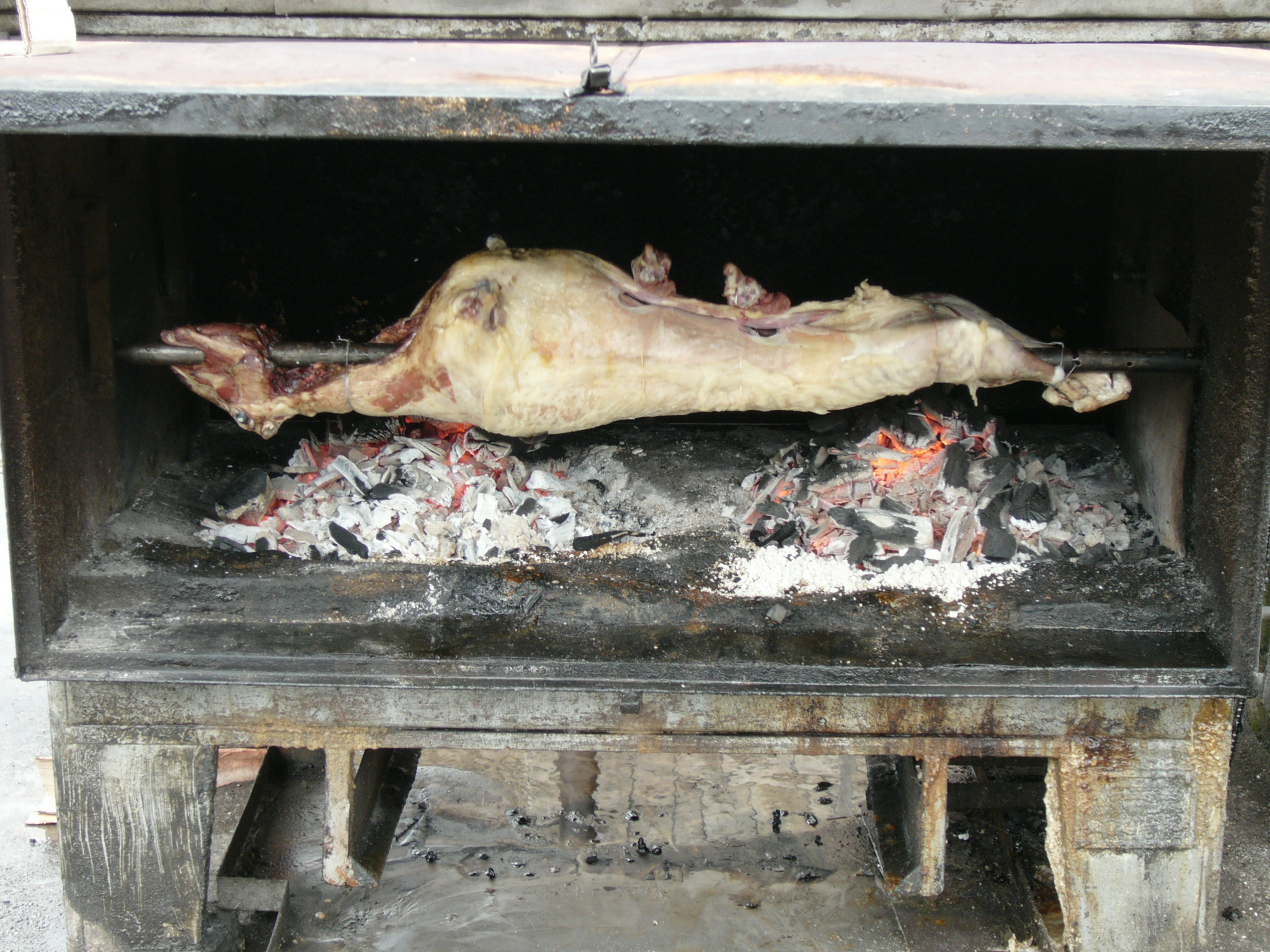
Cừu na raznju in Sarajevo
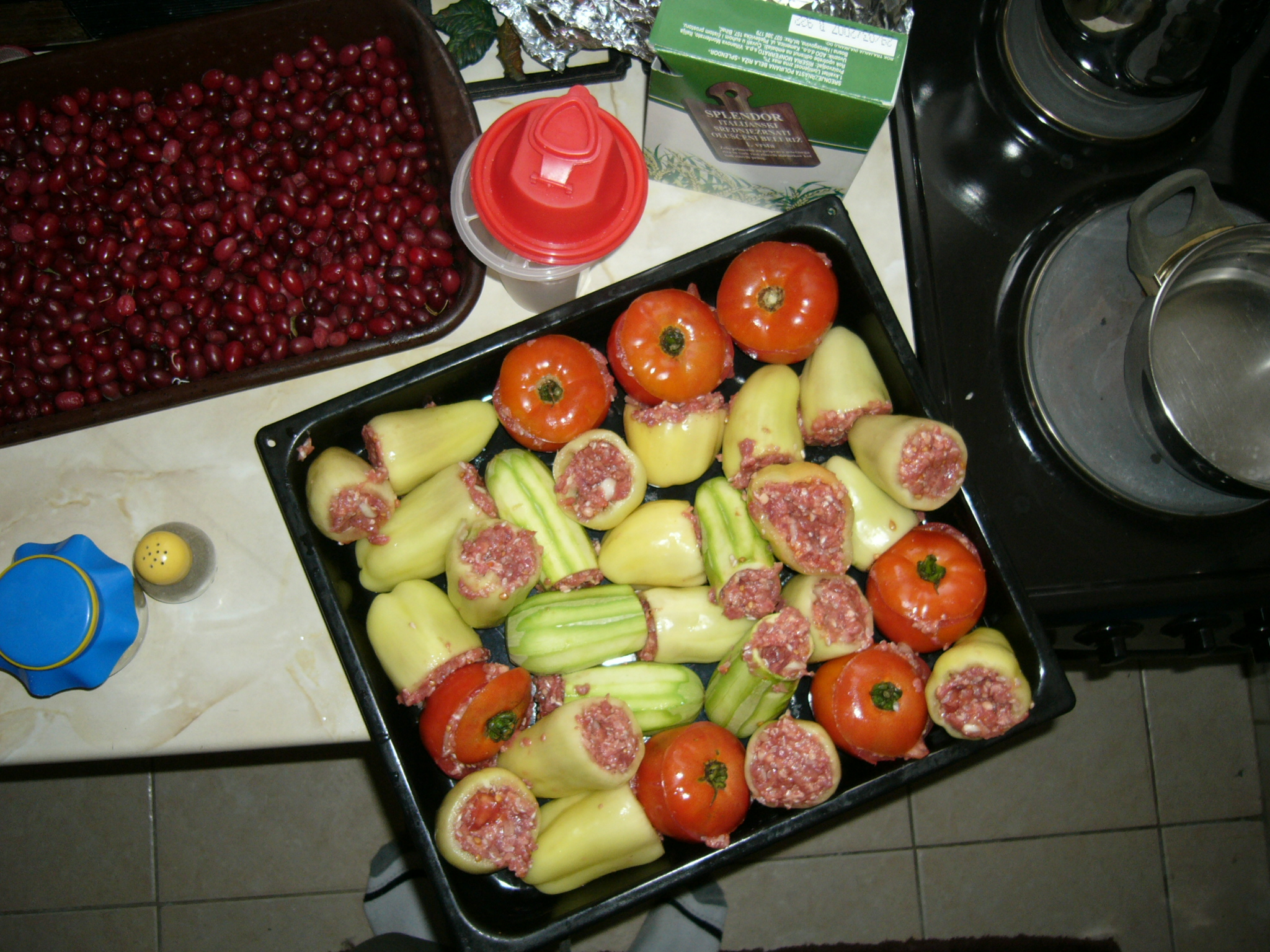
Punjene paprike
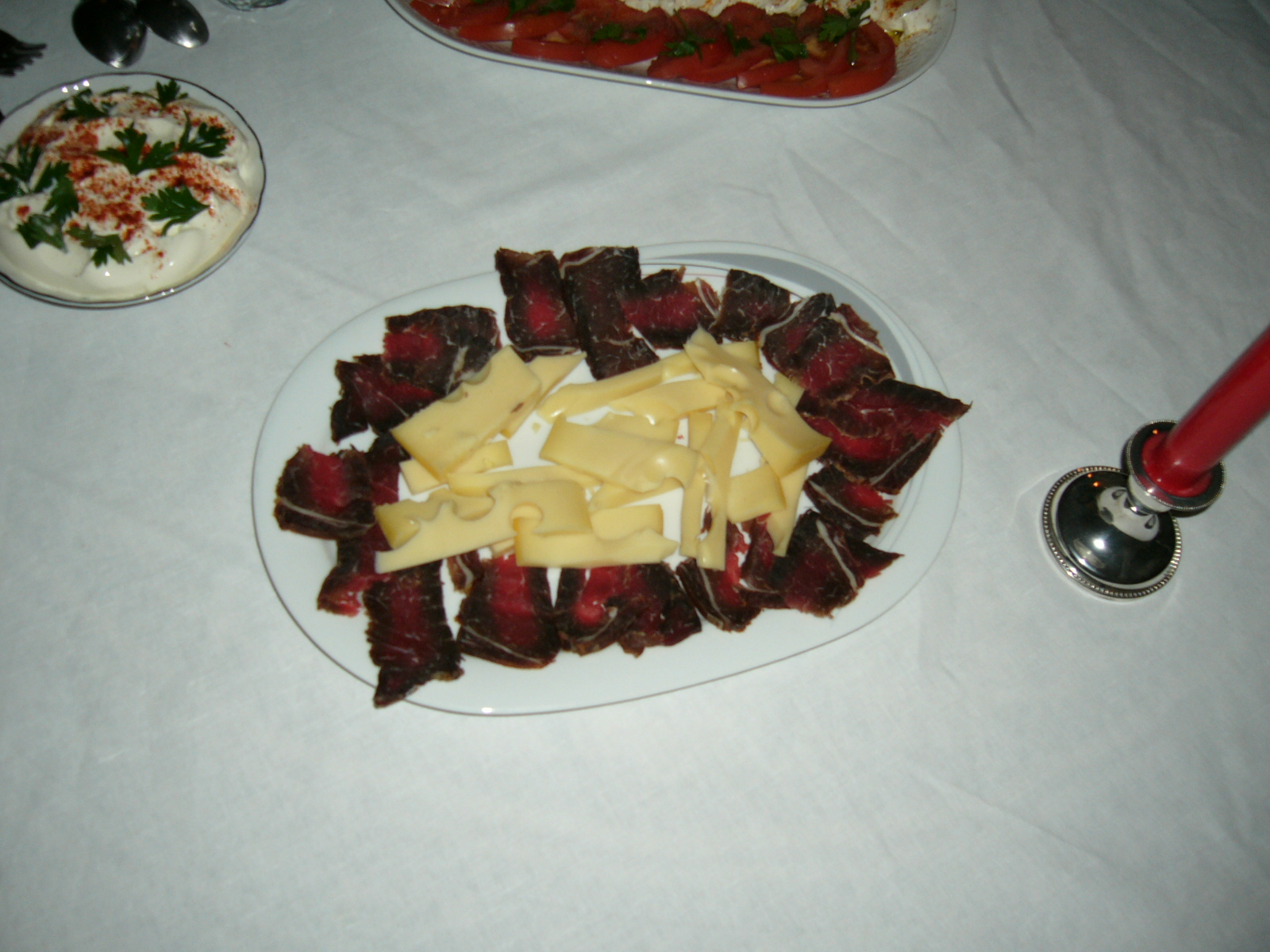
Suho meso (thịt hun khói)